# Llista de topònims de Sant Martí Sarroca
Llista de topònims (noms propis de lloc) del municipi de Sant Martí Sarroca, a l'Alt Penedès
Informació actualitzada per un bot. Els canvis manuals es perdran quan s'actualitzi!

## casa
| imatge | Nom                                      | Ubicat a           | instància de | Detalls                             | coordenades                                                                                              | Protecció                   | Commons (més fotos)                                 | Dades a WD                    |
| ------ | ---------------------------------------- | ------------------ | ------------ | ----------------------------------- | --- | --------------------------- | --------------------------------------------------- | ----------------------------- |
|        | Ca l'Alaio                               | Sant Martí Sarroca | casa         | Estil: arquitectura popular         | 41° 22′ 49″ N, 1° 36′ 45″ E / 41.380331°N,1.612545°E                                                     | bé cultural d'interès local |                                                     | Modifica les dades a Wikidata |
|        | Cal Balada                               | Sant Martí Sarroca | casa         | Estil: arquitectura eclèctica       | 41° 23′ 07″ N, 1° 36′ 49″ E / 41.385353°N,1.613664°E                                                     | bé cultural d'interès local | Cal Balada (Sant Martí Sarroca)                     | Modifica les dades a Wikidata |
|        | Cases urbanes de Sant Martí Sarroca      | Sant Martí Sarroca | casa         | Estil: arquitectura eclèctica       | 41° 23′ 04″ N, 1° 36′ 39″ E / 41.384345°N,1.610738°E                                                     | bé cultural d'interès local |                                                     | Modifica les dades a Wikidata |
|        | cal Sisplau                              | Sant Martí Sarroca | casa         | Estil: noucentisme 20th century     | 41° 23′ 20″ N, 1° 36′ 07″ E / 41.388845°N,1.601911°E ca:Barri Cal Sisplau, ctra. BV-2121, km 10 307 msnm | bé cultural d'interès local | Cal Sisplau (Sant Martí Sarroca)                    | Modifica les dades a Wikidata |
|        | casa del carrer Anselm Clavé, 80         | Sant Martí Sarroca | casa         | Estil: arquitectura modernista 1910 | 41° 23′ 11″ N, 1° 36′ 40″ E / 41.386349°N,1.611224°E ca:Carrer Anselm Clavé, 80                          |                             |                                                     | Modifica les dades a Wikidata |
|        | casa del carrer de Salvador Raventós, 21 | Sant Martí Sarroca | casa         | Estil: noucentisme                  | 41° 23′ 08″ N, 1° 36′ 42″ E / 41.385517°N,1.61161°E                                                      | bé cultural d'interès local | Carrer de Salvador Raventós 21 (Sant Martí Sarroca) | Modifica les dades a Wikidata |

## creu de terme
| imatge | Nom                                 | Ubicat a           | instància de  | Detalls                     | coordenades                                                                                                   | Protecció                                  | Commons (més fotos)                | Dades a WD                    |
| ------ | ----------------------------------- | ------------------ | ------------- | --------------------------- | --- | ------------------------------------------ | ---------------------------------- | ----------------------------- |
|        | creu de Can Sogues                  | Sant Martí Sarroca | creu de terme |                             | 41° 22′ 58″ N, 1° 38′ 14″ E / 41.38267°N,1.63731°E ca:Davant la masia de Can Sogues, dins el baluard 282 msnm | bé integrant del patrimoni cultural català | Creu de Can Sogues                 | Modifica les dades a Wikidata |
|        | creu de terme de Sant Martí Sarroca | Sant Martí Sarroca | creu de terme | Estil: arquitectura popular | 41° 22′ 51″ N, 1° 36′ 37″ E / 41.38097°N,1.61026°E                                                            | bé integrant del patrimoni cultural català | Creu de terme (Sant Martí Sarroca) | Modifica les dades a Wikidata |

## curs d'aigua
| imatge | Nom                | Ubicat a                                                 | instància de | Detalls                                                 | coordenades | Protecció | Commons (més fotos) | Dades a WD                    |
| ------ | ------------------ | -------------------------------------------------------- | ------------ | ------------------------------------------------------- | --- | --------- | ------------------- | ----------------------------- |
|        | Foix               | Penedès                                                  | curs d'aigua | Desemboca: mar Mediterrània Llarg: 41km Conca: 311.9km² | 41° 27′ 13″ N, 1° 32′ 48″ E / 41.453656°N,1.546799°E 41° 11′ 56″ N, 1° 40′ 36″ E / 41.19897°N,1.676569°E ca:Cubelles |           | Foix River          | Modifica les dades a Wikidata |
|        | riera de Marmellar | Alt Camp Baix Penedès Alt Penedès província de Tarragona | curs d'aigua | Desemboca: Foix Llarg: 25km                             | 41° 25′ 02″ N, 1° 26′ 29″ E / 41.417245°N,1.441446°E 41° 16′ 01″ N, 1° 38′ 01″ E / 41.26685°N,1.633496°E             |           | Riera de Marmellar  | Modifica les dades a Wikidata |
|        | riera de Pontons   | Pontons Torrelles de Foix Sant Martí Sarroca             | curs d'aigua | Desemboca: Foix                                         | 41° 24′ 59″ N, 1° 30′ 59″ E / 41.416447°N,1.516468°E 41° 21′ 23″ N, 1° 39′ 08″ E / 41.356432°N,1.652278°E            |           | Riera de Pontons    | Modifica les dades a Wikidata |

## edifici
| imatge | Nom                                    | Ubicat a           | instància de | Detalls                                        | coordenades                                                                  | Protecció                                  | Commons (més fotos)                    | Dades a WD                    |
| ------ | -------------------------------------- | ------------------ | ------------ | ---------------------------------------------- | ---------------------------------------------------------------------------- | ------------------------------------------ | -------------------------------------- | ----------------------------- |
|        | Can Miret                              | Sant Martí Sarroca | edifici      |                                                | 41° 24′ 08″ N, 1° 36′ 56″ E / 41.40211°N,1.61543°E                           | bé cultural d'interès local                |                                        | Modifica les dades a Wikidata |
|        | Caves Rovellats                        | Sant Martí Sarroca | edifici      | Estil: arquitectura popular                    | 41° 21′ 15″ N, 1° 38′ 50″ E / 41.354158°N,1.647147°E ca:Catra. de la Bleda   | bé cultural d'interès local                | Caves Rovellats                        | Modifica les dades a Wikidata |
|        | Centre Cultural de Sant Martí          | Sant Martí Sarroca | edifici      | Estil: noucentisme                             | 41° 23′ 08″ N, 1° 36′ 40″ E / 41.385692°N,1.611146°E                         | bé cultural d'interès local                | Centre Cultural de Sant Martí          | Modifica les dades a Wikidata |
|        | Centre Recreatiu de la Bleda           | Sant Martí Sarroca | edifici      |                                                | 41° 20′ 48″ N, 1° 39′ 12″ E / 41.346693°N,1.653457°E                         | bé cultural d'interès local                | Centre Recreatiu de la Bleda           | Modifica les dades a Wikidata |
|        | Col·legis de la Rovira Roja            | Sant Martí Sarroca | edifici      | Estil: noucentisme                             | 41° 24′ 00″ N, 1° 38′ 15″ E / 41.39991°N,1.637579°E                          | bé cultural d'interès local                | Col·legis de la Rovira Roja            | Modifica les dades a Wikidata |
|        | Escoles de la Bleda                    | Sant Martí Sarroca | edifici      | Estil: noucentisme                             | 41° 20′ 53″ N, 1° 39′ 12″ E / 41.3481°N,1.653243°E ca:La Bleda               | bé cultural d'interès local                | Escoles de la Bleda                    | Modifica les dades a Wikidata |
|        | Escoles dels Hostalets                 | Sant Martí Sarroca | edifici      | Estil: noucentisme                             | 41° 22′ 06″ N, 1° 38′ 22″ E / 41.368248°N,1.639316°E                         | bé cultural d'interès local                | Escoles dels Hostalets                 | Modifica les dades a Wikidata |
|        | Torre de l'Aigua del Pont de Cal Sogas | Sant Martí Sarroca | edifici      | Estil: historicisme arquitectònic 19th century | 41° 23′ 04″ N, 1° 38′ 08″ E / 41.384475°N,1.63554°E ca:Ctra. BV-2122, km 8,9 | bé cultural d'interès local                | Torre de l'Aigua del Pont de Cal Sogas | Modifica les dades a Wikidata |
|        | casa al carrer de les Cases Noves, 22  | Sant Martí Sarroca | edifici      | Estil: historicisme arquitectònic              | 41° 23′ 04″ N, 1° 36′ 34″ E / 41.38448°N,1.60958°E                           | bé integrant del patrimoni cultural català |                                        | Modifica les dades a Wikidata |

## entitat singular de població
| imatge | Nom                      | Ubicat a           | instància de                                   | Detalls  | coordenades                                                                  | Protecció | Commons (més fotos) | Dades a WD                    |
| ------ | ------------------------ | ------------------ | ---------------------------------------------- | -------- | ---------------------------------------------------------------------------- | --------- | ------------------- | ----------------------------- |
|        | Brugueres                | Sant Martí Sarroca | entitat singular de població                   | 34 hab   | 41° 23′ 26″ N, 1° 38′ 15″ E / 41.39067°N,1.63762°E 275 msnm                  |           |                     | Modifica les dades a Wikidata |
|        | Cal Miret                | Sant Martí Sarroca | entitat singular de població                   | 44 hab   | 41° 23′ 50″ N, 1° 37′ 11″ E / 41.39715°N,1.6198°E 318 msnm                   |           |                     | Modifica les dades a Wikidata |
|        | Cal Sisplau              | Sant Martí Sarroca | entitat singular de població                   | 89 hab   | 41° 23′ 24″ N, 1° 36′ 02″ E / 41.390019526969°N,1.6006542602652°E 316 msnm   |           |                     | Modifica les dades a Wikidata |
|        | Can Cruset de la Carrera | Sant Martí Sarroca | entitat singular de població                   | 57 hab   | 41° 22′ 58″ N, 1° 35′ 16″ E / 41.382654945226°N,1.587657010572°E 341 msnm    |           |                     | Modifica les dades a Wikidata |
|        | Can Lleó                 | Sant Martí Sarroca | entitat singular de població                   | 51 hab   | 41° 22′ 08″ N, 1° 38′ 56″ E / 41.368979257298°N,1.6489323387715°E 254 msnm   |           |                     | Modifica les dades a Wikidata |
|        | Can Rigol                | Sant Martí Sarroca | entitat singular de població                   | 13 hab   | 41° 20′ 47″ N, 1° 38′ 11″ E / 41.34631151975°N,1.6362532284759°E 233 msnm    |           |                     | Modifica les dades a Wikidata |
|        | Can Sogues               | Sant Martí Sarroca | entitat singular de població                   | 13 hab   | 41° 22′ 58″ N, 1° 38′ 15″ E / 41.382654°N,1.63751°E 279 msnm                 |           |                     | Modifica les dades a Wikidata |
|        | Sant Martí Sarroca       | Sant Martí Sarroca | entitat singular de població capital municipal | 2078 hab | 41° 23′ 09″ N, 1° 36′ 40″ E / 41.38576°N,1.61121°E 289 msnm                  |           |                     | Modifica les dades a Wikidata |
|        | el Garrofer              | Sant Martí Sarroca | entitat singular de població                   | 35 hab   | 41° 20′ 37″ N, 1° 38′ 15″ E / 41.343624158594°N,1.6375045219881°E 216 msnm   |           |                     | Modifica les dades a Wikidata |
|        | el Romaní                | Sant Martí Sarroca | entitat singular de població                   | 39 hab   | 41° 21′ 59″ N, 1° 37′ 43″ E / 41.3664392742806°N,1.62848173503756°E 266 msnm |           |                     | Modifica les dades a Wikidata |
|        | els Hostalets            | Sant Martí Sarroca | entitat singular de població                   | 157 hab  | 41° 22′ 21″ N, 1° 38′ 21″ E / 41.37246857459°N,1.6392941993202°E 261 msnm    |           |                     | Modifica les dades a Wikidata |
|        | la Bleda                 | Sant Martí Sarroca | entitat singular de població                   | 310 hab  | 41° 20′ 51″ N, 1° 39′ 24″ E / 41.3474509989014°N,1.65654926594322°E 204 msnm |           |                     | Modifica les dades a Wikidata |
|        | la Fassina               | Sant Martí Sarroca | entitat singular de població                   | 48 hab   | 41° 22′ 43″ N, 1° 37′ 08″ E / 41.378529892895°N,1.6188383708747°E 272 msnm   |           |                     | Modifica les dades a Wikidata |
|        | la Roca                  | Sant Martí Sarroca | entitat singular de població                   | 104 hab  | 41° 22′ 53″ N, 1° 36′ 34″ E / 41.3814°N,1.6095°E 330 msnm                    |           |                     | Modifica les dades a Wikidata |
|        | la Rovira Roja           | Sant Martí Sarroca | entitat singular de població                   | 135 hab  | 41° 24′ 19″ N, 1° 38′ 21″ E / 41.4053616786997°N,1.63925612089729°E 312 msnm |           |                     | Modifica les dades a Wikidata |
|        | la Serra de Baix         | Sant Martí Sarroca | entitat singular de població                   | 51 hab   | 41° 22′ 59″ N, 1° 37′ 42″ E / 41.3831467965074°N,1.62830815075338°E 293 msnm |           |                     | Modifica les dades a Wikidata |
|        | la Serra de Dalt         | Sant Martí Sarroca | entitat singular de població                   | 65 hab   | 41° 23′ 17″ N, 1° 36′ 53″ E / 41.388096°N,1.614861°E 316 msnm                |           |                     | Modifica les dades a Wikidata |
|        | la Torre                 | Sant Martí Sarroca | entitat singular de població                   | 37 hab   | 41° 21′ 33″ N, 1° 37′ 51″ E / 41.35923357°N,1.63076079°E 255 msnm            |           |                     | Modifica les dades a Wikidata |
|        | les Cabrunes             | Sant Martí Sarroca | entitat singular de població                   | 9 hab    | 41° 24′ 20″ N, 1° 37′ 06″ E / 41.405544629967°N,1.6182663373199°E 323 msnm   |           |                     | Modifica les dades a Wikidata |
|        | les Cantarelles          | Sant Martí Sarroca | entitat singular de població                   | 16 hab   | 41° 22′ 38″ N, 1° 35′ 12″ E / 41.377237376745°N,1.5865784134089°E 354 msnm   |           |                     | Modifica les dades a Wikidata |

## església
| imatge | Nom                                      | Ubicat a           | instància de              | Detalls                                                                    | coordenades                                                                                     | Protecció                                            | Commons (més fotos)                                          | Dades a WD                    |
| ------ | ---------------------------------------- | ------------------ | ------------------------- | -------------------------------------------------------------------------- | ----------------------------------------------------------------------------------------------- | ---------------------------------------------------- | ------------------------------------------------------------ | ----------------------------- |
|        | Sant Joan de Lledó                       | Sant Martí Sarroca | església ermita           | Estil: arquitectura gòtica                                                 | 41° 22′ 50″ N, 1° 35′ 45″ E / 41.380556°N,1.595833°E ca:Trencall al km 0,8 de la ctra. B-2122   | bé cultural d'interès local                          | Sant Joan del Lledó                                          | Modifica les dades a Wikidata |
|        | Sant Llorenç de Riudefoix                | Sant Martí Sarroca | església capella          |                                                                            | 41° 23′ 33″ N, 1° 37′ 01″ E / 41.3924955405572°N,1.61703746707965°E ca:Baronia de Riudefoix     |                                                      |                                                              | Modifica les dades a Wikidata |
|        | Sant Pere ad Vincula                     | Sant Martí Sarroca | església                  |                                                                            | 41° 21′ 12″ N, 1° 37′ 30″ E / 41.3533811404472°N,1.62491866502357°E ca:La Torre de Vernet       |                                                      |                                                              | Modifica les dades a Wikidata |
|        | capella del Roser                        | Sant Martí Sarroca | església capella          | Estil: arquitectura neoclàssica                                            | 41° 22′ 10″ N, 1° 38′ 54″ E / 41.369318°N,1.648339°E ca:Masia Can Lleó                          | bé cultural d'interès local                          | Can Lleó (Sant Martí Sarroca)                                | Modifica les dades a Wikidata |
|        | església de Santa Maria                  | Sant Martí Sarroca | església                  | Estil: arquitectura romànica arquitectura barroca arquitectura neoclàssica | 41° 22′ 49″ N, 1° 36′ 40″ E / 41.3803°N,1.61111°E ca:Ctra. de la Roca a Sant Martí Sarroca      | bé d'interès cultural bé cultural d'interès nacional | Santa Maria de Sant Martí Sarroca                            | Modifica les dades a Wikidata |
|        | església de la Mare de Déu de Montserrat | Sant Martí Sarroca | església edifici religiós |                                                                            | 41° 20′ 54″ N, 1° 39′ 04″ E / 41.34838104248047°N,1.6509820222854614°E ca:Carretera de la Bleda |                                                      | Capella de la Mare de Déu de Montserrat (Sant Martí Sarroca) | Modifica les dades a Wikidata |

## granja
| imatge | Nom                     | Ubicat a           | instància de | Detalls | coordenades                                                         | Protecció | Commons (més fotos) | Dades a WD                    |
| ------ | ----------------------- | ------------------ | ------------ | ------- | ------------------------------------------------------------------- | --------- | ------------------- | ----------------------------- |
|        | Cal Gregano             | Sant Martí Sarroca | granja       |         | 41° 24′ 22″ N, 1° 38′ 30″ E / 41.4061548141784°N,1.64158445677559°E |           |                     | Modifica les dades a Wikidata |
|        | Cal López               | Sant Martí Sarroca | granja       |         | 41° 22′ 49″ N, 1° 37′ 50″ E / 41.3802706771383°N,1.63042745382526°E |           |                     | Modifica les dades a Wikidata |
|        | Granja Freixes          | Sant Martí Sarroca | granja       |         | 41° 22′ 15″ N, 1° 38′ 35″ E / 41.3707994256202°N,1.64296599834436°E |           |                     | Modifica les dades a Wikidata |
|        | Granja Llagostera       | Sant Martí Sarroca | granja       |         | 41° 21′ 23″ N, 1° 38′ 58″ E / 41.3563278366801°N,1.64936350617592°E |           |                     | Modifica les dades a Wikidata |
|        | Granja de Ca l'Artigues | Sant Martí Sarroca | granja       |         | 41° 22′ 13″ N, 1° 38′ 50″ E / 41.3702992426311°N,1.64714943391582°E |           |                     | Modifica les dades a Wikidata |
|        | Granja de Can Bola      | Sant Martí Sarroca | granja       |         | 41° 22′ 57″ N, 1° 35′ 22″ E / 41.3825938933791°N,1.5893700408095°E  |           |                     | Modifica les dades a Wikidata |
|        | Granja de Sisplau       | Sant Martí Sarroca | granja       |         | 41° 23′ 19″ N, 1° 36′ 09″ E / 41.3885187240699°N,1.6024941277331°E  |           |                     | Modifica les dades a Wikidata |

## masia
| imatge | Nom                       | Ubicat a                            | instància de | Detalls                                              | coordenades | Protecció                                  | Commons (més fotos)                       | Dades a WD                    |
| ------ | ------------------------- | ----------------------------------- | ------------ | ---------------------------------------------------- | --- | ------------------------------------------ | ----------------------------------------- | ----------------------------- |
|        | Banyuls                   | Sant Martí Sarroca                  | masia        |                                                      | 41° 21′ 32″ N, 1° 37′ 33″ E / 41.3589668516739°N,1.62576943874308°E                                                                                                |                                            |                                           | Modifica les dades a Wikidata |
|        | Banyuls de Muntanya       | Sant Martí Sarroca                  | masia        |                                                      | 41° 21′ 20″ N, 1° 36′ 58″ E / 41.3555532493615°N,1.61601472068189°E                                                                                                |                                            |                                           | Modifica les dades a Wikidata |
|        | Ca l'Alast                | Sant Martí Sarroca                  | masia        |                                                      | 41° 20′ 41″ N, 1° 39′ 10″ E / 41.3446228966787°N,1.65283260235988°E                                                                                                |                                            |                                           | Modifica les dades a Wikidata |
|        | Ca l'Albà                 | Sant Martí Sarroca                  | masia        |                                                      | 41° 21′ 57″ N, 1° 38′ 41″ E / 41.3659645394229°N,1.64466862603618°E                                                                                                |                                            |                                           | Modifica les dades a Wikidata |
|        | Ca l'Alfredo              | Sant Martí Sarroca                  | masia        |                                                      | 41° 22′ 08″ N, 1° 39′ 03″ E / 41.3689179782015°N,1.65071729012941°E                                                                                                |                                            |                                           | Modifica les dades a Wikidata |
|        | Ca l'Andreu Mata          | Sant Martí Sarroca                  | masia        |                                                      | 41° 21′ 24″ N, 1° 38′ 03″ E / 41.356742157149°N,1.63410080807814°E                                                                                                 |                                            |                                           | Modifica les dades a Wikidata |
|        | Ca l'Artigues             | Sant Martí Sarroca                  | masia        |                                                      | 41° 22′ 15″ N, 1° 38′ 54″ E / 41.3708810375224°N,1.6483689748656°E                                                                                                 |                                            |                                           | Modifica les dades a Wikidata |
|        | Ca l'Arturo               | Sant Martí Sarroca                  | masia        |                                                      | 41° 23′ 17″ N, 1° 36′ 23″ E / 41.3881324668263°N,1.60629383985225°E                                                                                                |                                            |                                           | Modifica les dades a Wikidata |
|        | Ca l'Empena               | Sant Martí Sarroca                  | masia        |                                                      | 41° 22′ 21″ N, 1° 38′ 21″ E / 41.3724932205446°N,1.63918808431446°E                                                                                                |                                            |                                           | Modifica les dades a Wikidata |
|        | Ca l'Enric                | Sant Martí Sarroca                  | masia        |                                                      | 41° 24′ 19″ N, 1° 38′ 21″ E / 41.4051812946021°N,1.63923595785934°E                                                                                                |                                            |                                           | Modifica les dades a Wikidata |
|        | Ca l'Esgrip               | Sant Martí Sarroca                  | masia        |                                                      | 41° 23′ 19″ N, 1° 37′ 44″ E / 41.3887024653049°N,1.6289946345066°E                                                                                                 |                                            |                                           | Modifica les dades a Wikidata |
|        | Ca l'Esteve               | Sant Martí Sarroca                  | masia        |                                                      | 41° 20′ 15″ N, 1° 39′ 23″ E / 41.3374032520895°N,1.65627991117568°E                                                                                                |                                            |                                           | Modifica les dades a Wikidata |
|        | Ca l'Eudald               | Sant Martí Sarroca                  | masia        |                                                      | 41° 22′ 16″ N, 1° 37′ 58″ E / 41.3710673469627°N,1.63288045117828°E                                                                                                |                                            |                                           | Modifica les dades a Wikidata |
|        | Ca l'Eugènia              | Sant Martí Sarroca                  | masia        |                                                      | 41° 20′ 52″ N, 1° 39′ 10″ E / 41.3477554472673°N,1.65266044498692°E                                                                                                |                                            |                                           | Modifica les dades a Wikidata |
|        | Ca l'Isidre               | Sant Martí Sarroca                  | masia        |                                                      | 41° 20′ 47″ N, 1° 39′ 27″ E / 41.3464616495541°N,1.65756385345795°E                                                                                                |                                            |                                           | Modifica les dades a Wikidata |
|        | Ca l'Isidret              | Sant Martí Sarroca                  | masia        |                                                      | 41° 22′ 57″ N, 1° 37′ 42″ E / 41.3826325188445°N,1.62832087684036°E                                                                                                |                                            |                                           | Modifica les dades a Wikidata |
|        | Ca l'Oriol                | Sant Martí Sarroca                  | masia        |                                                      | 41° 22′ 56″ N, 1° 37′ 33″ E / 41.3823504154975°N,1.62581534645698°E                                                                                                |                                            |                                           | Modifica les dades a Wikidata |
|        | Ca l'Àngel                | Sant Martí Sarroca                  | masia        |                                                      | 41° 20′ 44″ N, 1° 39′ 23″ E / 41.3456927992169°N,1.65651586317165°E                                                                                                |                                            |                                           | Modifica les dades a Wikidata |
|        | Ca la Balbina             | Sant Martí Sarroca                  | masia        |                                                      | 41° 23′ 28″ N, 1° 36′ 01″ E / 41.3910127771786°N,1.6001920570478°E                                                                                                 |                                            |                                           | Modifica les dades a Wikidata |
|        | Ca la Cadia               | Sant Martí Sarroca                  | masia        |                                                      | 41° 22′ 56″ N, 1° 37′ 48″ E / 41.3821403137622°N,1.6301011971807°E                                                                                                 |                                            |                                           | Modifica les dades a Wikidata |
|        | Ca la Carme               | Sant Martí Sarroca                  | masia        |                                                      | 41° 20′ 31″ N, 1° 38′ 08″ E / 41.3418897169519°N,1.63567815898961°E                                                                                                |                                            |                                           | Modifica les dades a Wikidata |
|        | Ca la Corona              | Sant Martí Sarroca                  | masia        |                                                      | 41° 23′ 49″ N, 1° 37′ 16″ E / 41.3970564237074°N,1.62105571022289°E                                                                                                |                                            |                                           | Modifica les dades a Wikidata |
|        | Ca la Fina                | Sant Martí Sarroca                  | masia        |                                                      | 41° 23′ 57″ N, 1° 36′ 42″ E / 41.399293813151°N,1.61161790083615°E                                                                                                 |                                            |                                           | Modifica les dades a Wikidata |
|        | Ca la Lola                | Sant Martí Sarroca                  | masia        |                                                      | 41° 24′ 20″ N, 1° 38′ 17″ E / 41.4054721798375°N,1.63793782133454°E                                                                                                |                                            |                                           | Modifica les dades a Wikidata |
|        | Ca la Margarida           | Sant Martí Sarroca                  | masia        |                                                      | 41° 23′ 39″ N, 1° 36′ 03″ E / 41.3941197828°N,1.6008909246827°E |                                            |                                           | Modifica les dades a Wikidata |
|        | Ca la Modisteta           | Sant Martí Sarroca                  | masia        |                                                      | 41° 21′ 04″ N, 1° 39′ 10″ E / 41.3510721575249°N,1.65283112382264°E                                                                                                |                                            |                                           | Modifica les dades a Wikidata |
|        | Ca la Noia                | Sant Martí Sarroca                  | masia        |                                                      | 41° 22′ 24″ N, 1° 38′ 31″ E / 41.3734705390796°N,1.64185819814124°E                                                                                                |                                            |                                           | Modifica les dades a Wikidata |
|        | Ca la Rosalia             | Sant Martí Sarroca                  | masia        |                                                      | 41° 24′ 22″ N, 1° 38′ 15″ E / 41.4060802743832°N,1.6375662091059°E                                                                                                 |                                            |                                           | Modifica les dades a Wikidata |
|        | Ca la Viuda               | Sant Martí Sarroca                  | masia        |                                                      | 41° 20′ 23″ N, 1° 39′ 30″ E / 41.3398127815568°N,1.65821433629218°E                                                                                                |                                            |                                           | Modifica les dades a Wikidata |
|        | Cal Barber                | Sant Martí Sarroca                  | masia        |                                                      | 41° 22′ 55″ N, 1° 37′ 35″ E / 41.3819694808157°N,1.6263495747403°E                                                                                                 |                                            |                                           | Modifica les dades a Wikidata |
|        | Cal Barraló               | Sant Martí Sarroca                  | masia        |                                                      | 41° 21′ 12″ N, 1° 38′ 16″ E / 41.3533644115647°N,1.63790108674563°E                                                                                                |                                            |                                           | Modifica les dades a Wikidata |
|        | Cal Bartolí               | Sant Martí Sarroca                  | masia        |                                                      | 41° 23′ 31″ N, 1° 35′ 55″ E / 41.3920105351115°N,1.59854394195104°E                                                                                                |                                            |                                           | Modifica les dades a Wikidata |
|        | Cal Bassetges             | Sant Martí Sarroca                  | masia        |                                                      | 41° 23′ 17″ N, 1° 36′ 35″ E / 41.3881548219061°N,1.60963030918897°E                                                                                                |                                            |                                           | Modifica les dades a Wikidata |
|        | Cal Batlle                | Sant Martí Sarroca                  | masia        |                                                      | 41° 20′ 24″ N, 1° 39′ 20″ E / 41.3400798311001°N,1.65562730666101°E                                                                                                |                                            |                                           | Modifica les dades a Wikidata |
|        | Cal Benet                 | Sant Martí Sarroca                  | masia        |                                                      | 41° 24′ 23″ N, 1° 38′ 23″ E / 41.4063929232554°N,1.63962940531908°E                                                                                                |                                            |                                           | Modifica les dades a Wikidata |
|        | Cal Bep                   | Sant Martí Sarroca                  | masia        |                                                      | 41° 24′ 29″ N, 1° 38′ 15″ E / 41.4080713816452°N,1.63760835476127°E                                                                                                |                                            |                                           | Modifica les dades a Wikidata |
|        | Cal Bord                  | Sant Martí Sarroca                  | masia        |                                                      | 41° 22′ 04″ N, 1° 35′ 29″ E / 41.3678005762857°N,1.59130382047488°E                                                                                                |                                            |                                           | Modifica les dades a Wikidata |
|        | Cal Borni                 | Sant Martí Sarroca                  | masia        |                                                      | 41° 23′ 30″ N, 1° 37′ 57″ E / 41.3917988663236°N,1.63260161559539°E                                                                                                |                                            |                                           | Modifica les dades a Wikidata |
|        | Cal Bosc                  | Sant Martí Sarroca                  | masia        |                                                      | 41° 22′ 16″ N, 1° 38′ 50″ E / 41.3709841955968°N,1.64718307047691°E                                                                                                |                                            |                                           | Modifica les dades a Wikidata |
|        | Cal Calderer              | Sant Martí Sarroca                  | masia        |                                                      | 41° 23′ 24″ N, 1° 35′ 56″ E / 41.3900432624683°N,1.59898090308947°E                                                                                                |                                            |                                           | Modifica les dades a Wikidata |
|        | Cal Caldes                | Sant Martí Sarroca                  | masia        |                                                      | 41° 23′ 01″ N, 1° 37′ 39″ E / 41.3836060845948°N,1.62763067881934°E                                                                                                |                                            |                                           | Modifica les dades a Wikidata |
|        | Cal Capatàs               | Sant Martí Sarroca                  | masia        |                                                      | 41° 20′ 14″ N, 1° 39′ 25″ E / 41.3372136452833°N,1.65701282490366°E                                                                                                |                                            |                                           | Modifica les dades a Wikidata |
|        | Cal Carrero               | Sant Martí Sarroca                  | masia        |                                                      | 41° 20′ 45″ N, 1° 39′ 30″ E / 41.3459574109139°N,1.65835113649074°E                                                                                                |                                            |                                           | Modifica les dades a Wikidata |
|        | Cal Casany                | Sant Martí Sarroca                  | masia        |                                                      | 41° 20′ 33″ N, 1° 39′ 25″ E / 41.3425256128309°N,1.65680806005585°E                                                                                                |                                            |                                           | Modifica les dades a Wikidata |
|        | Cal Caseta                | Sant Martí Sarroca                  | masia        |                                                      | 41° 20′ 37″ N, 1° 38′ 39″ E / 41.3436287899307°N,1.64411599785115°E                                                                                                |                                            |                                           | Modifica les dades a Wikidata |
|        | Cal Casetó                | Sant Martí Sarroca                  | masia        |                                                      | 41° 24′ 25″ N, 1° 38′ 22″ E / 41.4070017307052°N,1.63931760778338°E                                                                                                |                                            |                                           | Modifica les dades a Wikidata |
|        | Cal Casilla               | Sant Martí Sarroca                  | masia        |                                                      | 41° 20′ 46″ N, 1° 39′ 26″ E / 41.3460527897337°N,1.65726148239038°E                                                                                                |                                            |                                           | Modifica les dades a Wikidata |
|        | Cal Castellví             | Sant Martí Sarroca                  | masia        |                                                      | 41° 20′ 18″ N, 1° 39′ 14″ E / 41.3381960565004°N,1.65398092252991°E                                                                                                |                                            |                                           | Modifica les dades a Wikidata |
|        | Cal Cil                   | Sant Martí Sarroca                  | masia        |                                                      | 41° 20′ 45″ N, 1° 39′ 11″ E / 41.3457139251065°N,1.65292963738451°E                                                                                                |                                            |                                           | Modifica les dades a Wikidata |
|        | Cal Cinto del Molí        | Sant Martí Sarroca                  | masia        |                                                      | 41° 22′ 19″ N, 1° 38′ 29″ E / 41.3720326564948°N,1.64137393960524°E                                                                                                |                                            |                                           | Modifica les dades a Wikidata |
|        | Cal Cisco del Pont        | Sant Martí Sarroca                  | masia        |                                                      | 41° 23′ 32″ N, 1° 35′ 59″ E / 41.3922606791275°N,1.59985429285157°E                                                                                                |                                            |                                           | Modifica les dades a Wikidata |
|        | Cal Cisquet               | Sant Martí Sarroca                  | masia        |                                                      | 41° 20′ 29″ N, 1° 39′ 01″ E / 41.3415222989026°N,1.65035076565181°E                                                                                                |                                            |                                           | Modifica les dades a Wikidata |
|        | Cal Cisquet Queraltó      | Sant Martí Sarroca                  | masia        |                                                      | 41° 21′ 56″ N, 1° 38′ 24″ E / 41.3654308479207°N,1.6398972065383°E                                                                                                 |                                            |                                           | Modifica les dades a Wikidata |
|        | Cal Cisteller             | Sant Martí Sarroca                  | masia        |                                                      | 41° 20′ 59″ N, 1° 37′ 53″ E / 41.3496745126856°N,1.63133194841982°E                                                                                                |                                            |                                           | Modifica les dades a Wikidata |
|        | Cal Colet                 | Sant Martí Sarroca                  | masia        |                                                      | 41° 22′ 05″ N, 1° 39′ 33″ E / 41.3679182826411°N,1.65920329390995°E                                                                                                |                                            |                                           | Modifica les dades a Wikidata |
|        | Cal Cols                  | Sant Martí Sarroca                  | masia        |                                                      | 41° 23′ 01″ N, 1° 37′ 20″ E / 41.3834794601122°N,1.62231134782372°E                                                                                                |                                            |                                           | Modifica les dades a Wikidata |
|        | Cal Cols de la Serra      | Sant Martí Sarroca                  | masia        |                                                      | 41° 23′ 15″ N, 1° 36′ 57″ E / 41.3875798539037°N,1.61573034338282°E                                                                                                |                                            |                                           | Modifica les dades a Wikidata |
|        | Cal Condís                | Sant Martí Sarroca                  | masia        |                                                      | 41° 23′ 01″ N, 1° 37′ 26″ E / 41.3834800520778°N,1.62386607493659°E                                                                                                |                                            |                                           | Modifica les dades a Wikidata |
|        | Cal Cosme                 | Sant Martí Sarroca                  | masia        |                                                      | 41° 22′ 36″ N, 1° 37′ 48″ E / 41.3767714452546°N,1.6300584163495°E                                                                                                 |                                            |                                           | Modifica les dades a Wikidata |
|        | Cal Cuixa                 | Sant Martí Sarroca                  | masia        |                                                      | 41° 22′ 03″ N, 1° 37′ 41″ E / 41.3674777350242°N,1.62794578943487°E                                                                                                |                                            |                                           | Modifica les dades a Wikidata |
|        | Cal Cóguls                | Sant Martí Sarroca                  | masia        |                                                      | 41° 22′ 21″ N, 1° 38′ 16″ E / 41.3725578569724°N,1.63779966202493°E                                                                                                |                                            |                                           | Modifica les dades a Wikidata |
|        | Cal Dionís                | Sant Martí Sarroca                  | masia        |                                                      | 41° 22′ 23″ N, 1° 38′ 53″ E / 41.3730763262682°N,1.6481561189893°E                                                                                                 |                                            |                                           | Modifica les dades a Wikidata |
|        | Cal Doctor Banyeres       | Sant Martí Sarroca                  | masia        |                                                      | 41° 21′ 16″ N, 1° 39′ 03″ E / 41.3543540973226°N,1.65080295630578°E                                                                                                |                                            |                                           | Modifica les dades a Wikidata |
|        | Cal Duran                 | Sant Martí Sarroca                  | masia        |                                                      | 41° 24′ 02″ N, 1° 36′ 22″ E / 41.4006040317626°N,1.6060034447662°E                                                                                                 |                                            |                                           | Modifica les dades a Wikidata |
|        | Cal Déu                   | Sant Martí Sarroca                  | masia        |                                                      | 41° 20′ 57″ N, 1° 39′ 28″ E / 41.3492917966399°N,1.65772086845661°E                                                                                                |                                            |                                           | Modifica les dades a Wikidata |
|        | Cal Fernando              | Sant Martí Sarroca                  | masia        |                                                      | 41° 22′ 07″ N, 1° 38′ 20″ E / 41.3686888216779°N,1.63890866903439°E                                                                                                |                                            |                                           | Modifica les dades a Wikidata |
|        | Cal Ferrer                | Sant Martí Sarroca                  | masia        |                                                      | 41° 20′ 46″ N, 1° 39′ 13″ E / 41.3462434994289°N,1.65354026300834°E                                                                                                |                                            |                                           | Modifica les dades a Wikidata |
|        | Cal Florèncio             | Sant Martí Sarroca                  | masia        |                                                      | 41° 24′ 33″ N, 1° 38′ 19″ E / 41.4092983915279°N,1.63853985929812°E                                                                                                |                                            |                                           | Modifica les dades a Wikidata |
|        | Cal Fortuny               | Sant Martí Sarroca                  | masia        |                                                      | 41° 21′ 45″ N, 1° 38′ 11″ E / 41.362514639455°N,1.63627558291287°E                                                                                                 |                                            |                                           | Modifica les dades a Wikidata |
|        | Cal Fumet                 | Sant Martí Sarroca                  | masia        |                                                      | 41° 23′ 30″ N, 1° 36′ 25″ E / 41.3917262877801°N,1.60703042138913°E                                                                                                |                                            |                                           | Modifica les dades a Wikidata |
|        | Cal Furcada               | Sant Martí Sarroca                  | masia        |                                                      | 41° 20′ 25″ N, 1° 39′ 29″ E / 41.34014747432258°N,1.6579860448837282°E                                                                                             |                                            |                                           | Modifica les dades a Wikidata |
|        | Cal Fuster Roca           | Sant Martí Sarroca                  | masia        |                                                      | 41° 20′ 35″ N, 1° 39′ 15″ E / 41.3429444597362°N,1.65411022219021°E                                                                                                |                                            |                                           | Modifica les dades a Wikidata |
|        | Cal Fèlix Trompa          | Sant Martí Sarroca                  | masia        |                                                      | 41° 21′ 55″ N, 1° 38′ 43″ E / 41.3653668260107°N,1.64515928050011°E                                                                                                |                                            |                                           | Modifica les dades a Wikidata |
|        | Cal Fèlix de la Gralla    | Sant Martí Sarroca                  | masia        |                                                      | 41° 24′ 30″ N, 1° 37′ 42″ E / 41.4081969269033°N,1.62846517737044°E                                                                                                |                                            |                                           | Modifica les dades a Wikidata |
|        | Cal Garguinyola           | Sant Martí Sarroca                  | masia        |                                                      | 41° 22′ 52″ N, 1° 37′ 21″ E / 41.3811570213617°N,1.6224321271986°E                                                                                                 |                                            |                                           | Modifica les dades a Wikidata |
|        | Cal Garranxina            | Sant Martí Sarroca                  | masia        |                                                      | 41° 22′ 17″ N, 1° 38′ 32″ E / 41.3713940249143°N,1.64221228509426°E                                                                                                |                                            |                                           | Modifica les dades a Wikidata |
|        | Cal Garrigó               | Sant Martí Sarroca                  | masia        |                                                      | 41° 24′ 19″ N, 1° 38′ 17″ E / 41.4052203215853°N,1.63796700894772°E                                                                                                |                                            |                                           | Modifica les dades a Wikidata |
|        | Cal Geniu                 | Sant Martí Sarroca                  | masia        |                                                      | 41° 20′ 38″ N, 1° 39′ 19″ E / 41.3438851285416°N,1.65521436663282°E                                                                                                |                                            |                                           | Modifica les dades a Wikidata |
|        | Cal Genís                 | Sant Martí Sarroca                  | masia        |                                                      | 41° 21′ 54″ N, 1° 38′ 26″ E / 41.3650408382537°N,1.64043140076491°E                                                                                                |                                            |                                           | Modifica les dades a Wikidata |
|        | Cal Guineu                | Sant Martí Sarroca                  | masia        |                                                      | 41° 22′ 45″ N, 1° 37′ 40″ E / 41.3791039866119°N,1.62776121863415°E                                                                                                |                                            |                                           | Modifica les dades a Wikidata |
|        | Cal Gèniu                 | Sant Martí Sarroca                  | masia        |                                                      | 41° 22′ 53″ N, 1° 37′ 37″ E / 41.3814270234211°N,1.62693503163127°E                                                                                                |                                            |                                           | Modifica les dades a Wikidata |
|        | Cal Jan Bord              | Sant Martí Sarroca                  | masia        |                                                      | 41° 23′ 48″ N, 1° 37′ 19″ E / 41.3965530260372°N,1.62189172511054°E                                                                                                |                                            |                                           | Modifica les dades a Wikidata |
|        | Cal Jan Romà              | Sant Martí Sarroca                  | masia        |                                                      | 41° 24′ 12″ N, 1° 38′ 07″ E / 41.4033974178643°N,1.6353971040737°E                                                                                                 |                                            |                                           | Modifica les dades a Wikidata |
|        | Cal Janet                 | Sant Martí Sarroca                  | masia        |                                                      | 41° 24′ 30″ N, 1° 38′ 10″ E / 41.4082619157824°N,1.6362045751141°E                                                                                                 |                                            |                                           | Modifica les dades a Wikidata |
|        | Cal Janí                  | Sant Martí Sarroca                  | masia        |                                                      | 41° 22′ 14″ N, 1° 39′ 15″ E / 41.37052067298739°N,1.6541773080825806°E                                                                                             |                                            |                                           | Modifica les dades a Wikidata |
|        | Cal Jaume Llop            | Sant Martí Sarroca                  | masia        |                                                      | 41° 23′ 51″ N, 1° 37′ 13″ E / 41.3973614182408°N,1.62019995499176°E                                                                                                |                                            |                                           | Modifica les dades a Wikidata |
|        | Cal Jaume Metgeter        | Sant Martí Sarroca                  | masia        |                                                      | 41° 23′ 25″ N, 1° 38′ 18″ E / 41.3903898287487°N,1.63834841367819°E                                                                                                |                                            |                                           | Modifica les dades a Wikidata |
|        | Cal Jaume Pintor          | Sant Martí Sarroca                  | masia        |                                                      | 41° 24′ 26″ N, 1° 38′ 42″ E / 41.4072134342147°N,1.64504389893268°E                                                                                                |                                            |                                           | Modifica les dades a Wikidata |
|        | Cal Jaume Rita            | Sant Martí Sarroca                  | masia        |                                                      | 41° 23′ 05″ N, 1° 38′ 16″ E / 41.3846624015787°N,1.63769054126883°E                                                                                                |                                            |                                           | Modifica les dades a Wikidata |
|        | Cal Jaume Teia            | Sant Martí Sarroca                  | masia        |                                                      | 41° 23′ 44″ N, 1° 36′ 31″ E / 41.3954666063155°N,1.60870892825119°E                                                                                                |                                            |                                           | Modifica les dades a Wikidata |
|        | Cal Jaume de la Sala      | Sant Martí Sarroca                  | masia        |                                                      | 41° 20′ 47″ N, 1° 39′ 10″ E / 41.3463442892029°N,1.65291664313446°E                                                                                                |                                            |                                           | Modifica les dades a Wikidata |
|        | Cal Jaumet Desert         | Sant Martí Sarroca                  | masia        |                                                      | 41° 24′ 21″ N, 1° 38′ 18″ E / 41.405856197092°N,1.63842030990373°E                                                                                                 |                                            |                                           | Modifica les dades a Wikidata |
|        | Cal Jep                   | Sant Martí Sarroca                  | masia        |                                                      | 41° 21′ 37″ N, 1° 37′ 34″ E / 41.3602234104118°N,1.62614948032774°E                                                                                                |                                            |                                           | Modifica les dades a Wikidata |
|        | Cal Jepet Bassetges       | Sant Martí Sarroca                  | masia        |                                                      | 41° 23′ 23″ N, 1° 36′ 32″ E / 41.3897950706872°N,1.60896144053979°E                                                                                                |                                            |                                           | Modifica les dades a Wikidata |
|        | Cal Jepet Jeroni          | Sant Martí Sarroca                  | masia        |                                                      | 41° 20′ 31″ N, 1° 38′ 24″ E / 41.3419423318702°N,1.64012318138411°E                                                                                                |                                            |                                           | Modifica les dades a Wikidata |
|        | Cal Jepet Mata            | Sant Martí Sarroca                  | masia        |                                                      | 41° 21′ 26″ N, 1° 38′ 08″ E / 41.3573076349575°N,1.6354518250412°E                                                                                                 |                                            |                                           | Modifica les dades a Wikidata |
|        | Cal Jepet Queraltó        | Sant Martí Sarroca                  | masia        |                                                      | 41° 21′ 58″ N, 1° 37′ 35″ E / 41.3660532614534°N,1.62632574408024°E                                                                                                |                                            |                                           | Modifica les dades a Wikidata |
|        | Cal Jepet Ressang         | Sant Martí Sarroca                  | masia        |                                                      | 41° 23′ 50″ N, 1° 37′ 09″ E / 41.3971582510923°N,1.61903197248535°E                                                                                                |                                            |                                           | Modifica les dades a Wikidata |
|        | Cal Jepet Reventós        | Sant Martí Sarroca                  | masia        |                                                      | 41° 22′ 53″ N, 1° 35′ 20″ E / 41.3814339347404°N,1.58879715530015°E                                                                                                |                                            |                                           | Modifica les dades a Wikidata |
|        | Cal Jepet Soques          | Sant Martí Sarroca                  | masia        |                                                      | 41° 20′ 34″ N, 1° 39′ 22″ E / 41.3428764738304°N,1.65600005709616°E                                                                                                |                                            |                                           | Modifica les dades a Wikidata |
|        | Cal Jepet Suriol          | Sant Martí Sarroca                  | masia        |                                                      | 41° 21′ 49″ N, 1° 38′ 22″ E / 41.3635242662591°N,1.6393869431424°E                                                                                                 |                                            |                                           | Modifica les dades a Wikidata |
|        | Cal Jepic                 | Sant Martí Sarroca                  | masia        |                                                      | 41° 23′ 14″ N, 1° 36′ 23″ E / 41.3873573159967°N,1.60625059513611°E                                                                                                |                                            |                                           | Modifica les dades a Wikidata |
|        | Cal Jepí                  | Sant Martí Sarroca                  | masia        |                                                      | 41° 20′ 33″ N, 1° 38′ 36″ E / 41.3424215251765°N,1.6433283061812°E                                                                                                 |                                            |                                           | Modifica les dades a Wikidata |
|        | Cal Jeroni                | Sant Martí Sarroca                  | masia        |                                                      | 41° 24′ 37″ N, 1° 38′ 27″ E / 41.410288382284°N,1.64075654195622°E                                                                                                 |                                            |                                           | Modifica les dades a Wikidata |
|        | Cal Joan Miquelet         | Sant Martí Sarroca                  | masia        |                                                      | 41° 21′ 49″ N, 1° 38′ 19″ E / 41.3634986216493°N,1.63874185967819°E                                                                                                |                                            |                                           | Modifica les dades a Wikidata |
|        | Cal Joan Nogueres         | Sant Martí Sarroca                  | masia        |                                                      | 41° 24′ 32″ N, 1° 38′ 15″ E / 41.4088541123762°N,1.63753217903082°E                                                                                                |                                            |                                           | Modifica les dades a Wikidata |
|        | Cal Joan Ramon            | Sant Martí Sarroca                  | masia        |                                                      | 41° 20′ 13″ N, 1° 39′ 28″ E / 41.3369259516865°N,1.65783140568135°E                                                                                                |                                            |                                           | Modifica les dades a Wikidata |
|        | Cal Joan Salet            | Sant Martí Sarroca                  | masia        |                                                      | 41° 24′ 17″ N, 1° 38′ 36″ E / 41.4048052395098°N,1.64323960015905°E                                                                                                |                                            |                                           | Modifica les dades a Wikidata |
|        | Cal Joan Salomó           | Sant Martí Sarroca                  | masia        |                                                      | 41° 21′ 50″ N, 1° 38′ 27″ E / 41.3639451785265°N,1.64070528606357°E                                                                                                |                                            |                                           | Modifica les dades a Wikidata |
|        | Cal Joan Sisplau          | Sant Martí Sarroca                  | masia        |                                                      | 41° 23′ 39″ N, 1° 36′ 05″ E / 41.3942872515916°N,1.60132990861654°E                                                                                                |                                            |                                           | Modifica les dades a Wikidata |
|        | Cal Joan Térmens          | Sant Martí Sarroca                  | masia        |                                                      | 41° 20′ 44″ N, 1° 38′ 05″ E / 41.3456699674838°N,1.63467888781444°E                                                                                                |                                            |                                           | Modifica les dades a Wikidata |
|        | Cal Joan Tòfol            | Sant Martí Sarroca                  | masia        |                                                      | 41° 23′ 01″ N, 1° 37′ 31″ E / 41.3836492901353°N,1.62521393738997°E                                                                                                |                                            |                                           | Modifica les dades a Wikidata |
|        | Cal Joan de Cal Llop      | Sant Martí Sarroca                  | masia        |                                                      | 41° 22′ 15″ N, 1° 39′ 07″ E / 41.3708682396518°N,1.65188466870141°E                                                                                                |                                            |                                           | Modifica les dades a Wikidata |
|        | Cal Joan de la Maria      | Sant Martí Sarroca                  | masia        |                                                      | 41° 20′ 51″ N, 1° 39′ 24″ E / 41.3473715356792°N,1.65680407862551°E                                                                                                |                                            |                                           | Modifica les dades a Wikidata |
|        | Cal Llopet                | Sant Martí Sarroca                  | masia        |                                                      | 41° 20′ 29″ N, 1° 37′ 46″ E / 41.3414380934674°N,1.62950848424651°E                                                                                                |                                            |                                           | Modifica les dades a Wikidata |
|        | Cal Lluís                 | Sant Martí Sarroca                  | masia        |                                                      | 41° 24′ 35″ N, 1° 38′ 33″ E / 41.4096517749771°N,1.6425285725947°E                                                                                                 |                                            |                                           | Modifica les dades a Wikidata |
|        | Cal Lluís                 | Sant Martí Sarroca                  | masia        |                                                      | 41° 20′ 28″ N, 1° 38′ 36″ E / 41.3411260481196°N,1.64346276308927°E                                                                                                |                                            |                                           | Modifica les dades a Wikidata |
|        | Cal Maco del Comte        | Sant Martí Sarroca                  | masia        |                                                      | 41° 23′ 10″ N, 1° 37′ 30″ E / 41.3861672707794°N,1.6248738494498°E                                                                                                 |                                            |                                           | Modifica les dades a Wikidata |
|        | Cal Madrona               | Sant Martí Sarroca                  | masia        |                                                      | 41° 24′ 01″ N, 1° 38′ 15″ E / 41.4003413635288°N,1.6374588058947°E                                                                                                 |                                            |                                           | Modifica les dades a Wikidata |
|        | Cal Magí Bord             | Sant Martí Sarroca                  | masia        |                                                      | 41° 24′ 12″ N, 1° 38′ 32″ E / 41.4033614388948°N,1.64225276612909°E                                                                                                |                                            |                                           | Modifica les dades a Wikidata |
|        | Cal Magí Guix             | Sant Martí Sarroca                  | masia        |                                                      | 41° 23′ 37″ N, 1° 36′ 01″ E / 41.3934917517161°N,1.60035417130805°E                                                                                                |                                            |                                           | Modifica les dades a Wikidata |
|        | Cal Magí Seguers          | Sant Martí Sarroca                  | masia        |                                                      | 41° 22′ 01″ N, 1° 37′ 39″ E / 41.3669946208526°N,1.62746572337294°E                                                                                                |                                            |                                           | Modifica les dades a Wikidata |
|        | Cal Magí Vinyes           | Sant Martí Sarroca                  | masia        |                                                      | 41° 23′ 39″ N, 1° 36′ 07″ E / 41.3942420881112°N,1.60206052814527°E                                                                                                |                                            |                                           | Modifica les dades a Wikidata |
|        | Cal Magí de Cerç          | Sant Martí Sarroca                  | masia        |                                                      | 41° 24′ 04″ N, 1° 38′ 19″ E / 41.4012363196377°N,1.63849283583046°E                                                                                                |                                            |                                           | Modifica les dades a Wikidata |
|        | Cal Mallorquí             | Sant Martí Sarroca                  | masia        |                                                      | 41° 23′ 13″ N, 1° 38′ 21″ E / 41.3868786034731°N,1.63924693686528°E                                                                                                |                                            |                                           | Modifica les dades a Wikidata |
|        | Cal Mamesu                | Sant Martí Sarroca                  | masia        |                                                      | 41° 24′ 10″ N, 1° 38′ 16″ E / 41.4027489714317°N,1.63768365719348°E                                                                                                |                                            |                                           | Modifica les dades a Wikidata |
|        | Cal Manel Cols            | Sant Martí Sarroca                  | masia        |                                                      | 41° 22′ 31″ N, 1° 38′ 17″ E / 41.3752890917946°N,1.63796987388432°E                                                                                                |                                            |                                           | Modifica les dades a Wikidata |
|        | Cal Marian                | Sant Martí Sarroca                  | masia        |                                                      | 41° 21′ 22″ N, 1° 38′ 44″ E / 41.3562185787956°N,1.64543271614827°E                                                                                                |                                            |                                           | Modifica les dades a Wikidata |
|        | Cal Marquet               | Sant Martí Sarroca                  | masia        |                                                      | 41° 22′ 22″ N, 1° 38′ 53″ E / 41.3726516799803°N,1.64804533621757°E                                                                                                |                                            |                                           | Modifica les dades a Wikidata |
|        | Cal Marruecos             | Sant Martí Sarroca                  | masia        |                                                      | 41° 20′ 43″ N, 1° 39′ 25″ E / 41.3452641758046°N,1.65683544147576°E                                                                                                |                                            |                                           | Modifica les dades a Wikidata |
|        | Cal Martí                 | Sant Martí Sarroca                  | masia        |                                                      | 41° 22′ 14″ N, 1° 39′ 12″ E / 41.37068°N,1.6534°E |                                            |                                           | Modifica les dades a Wikidata |
|        | Cal Martí Vinyes          | Sant Martí Sarroca                  | masia        |                                                      | 41° 23′ 38″ N, 1° 36′ 03″ E / 41.3938223292621°N,1.60087338122777°E                                                                                                |                                            |                                           | Modifica les dades a Wikidata |
|        | Cal Martí de la Gavarrosa | Sant Martí Sarroca                  | masia        |                                                      | 41° 23′ 29″ N, 1° 36′ 07″ E / 41.3912668264496°N,1.60182525637382°E                                                                                                |                                            |                                           | Modifica les dades a Wikidata |
|        | Cal Masses                | Sant Martí Sarroca                  | masia        |                                                      | 41° 20′ 30″ N, 1° 38′ 11″ E / 41.3415634668214°N,1.63627061082435°E                                                                                                |                                            |                                           | Modifica les dades a Wikidata |
|        | Cal Maçana                | Sant Martí Sarroca                  | masia        |                                                      | 41° 21′ 18″ N, 1° 38′ 58″ E / 41.3549584892296°N,1.64934400036374°E                                                                                                |                                            |                                           | Modifica les dades a Wikidata |
|        | Cal Mencior               | Sant Martí Sarroca                  | masia        |                                                      | 41° 21′ 27″ N, 1° 38′ 09″ E / 41.357395°N,1.635744°E 239 msnm |                                            |                                           | Modifica les dades a Wikidata |
|        | Cal Miange                | Sant Martí Sarroca                  | masia        |                                                      | 41° 21′ 22″ N, 1° 38′ 52″ E / 41.3560482985273°N,1.64780324294402°E                                                                                                |                                            |                                           | Modifica les dades a Wikidata |
|        | Cal Miano                 | Sant Martí Sarroca                  | masia        |                                                      | 41° 20′ 31″ N, 1° 39′ 18″ E / 41.3419284832686°N,1.65503949198774°E                                                                                                |                                            |                                           | Modifica les dades a Wikidata |
|        | Cal Micolau               | Sant Martí Sarroca                  | masia        |                                                      | 41° 22′ 45″ N, 1° 37′ 49″ E / 41.3791526259196°N,1.63033132644134°E                                                                                                |                                            |                                           | Modifica les dades a Wikidata |
|        | Cal Milu                  | Sant Martí Sarroca                  | masia        |                                                      | 41° 23′ 29″ N, 1° 38′ 16″ E / 41.3914096125518°N,1.63775300263548°E                                                                                                |                                            |                                           | Modifica les dades a Wikidata |
|        | Cal Mingo                 | Sant Martí Sarroca                  | masia        |                                                      | 41° 23′ 47″ N, 1° 37′ 12″ E / 41.3963329837074°N,1.62006620444961°E                                                                                                |                                            |                                           | Modifica les dades a Wikidata |
|        | Cal Miquel Teulera        | Sant Martí Sarroca                  | masia        |                                                      | 41° 24′ 14″ N, 1° 38′ 18″ E / 41.4040090283623°N,1.63836317040459°E                                                                                                |                                            |                                           | Modifica les dades a Wikidata |
|        | Cal Miquel de Mussarra    | Sant Martí Sarroca                  | masia        |                                                      | 41° 23′ 59″ N, 1° 36′ 31″ E / 41.3996345981362°N,1.60851236181954°E                                                                                                |                                            |                                           | Modifica les dades a Wikidata |
|        | Cal Miquel de l'Artigues  | Sant Martí Sarroca                  | masia        |                                                      | 41° 22′ 11″ N, 1° 38′ 34″ E / 41.369750882844°N,1.64265299428911°E                                                                                                 |                                            |                                           | Modifica les dades a Wikidata |
|        | Cal Miquelet              | Sant Martí Sarroca                  | masia        |                                                      | 41° 21′ 29″ N, 1° 37′ 49″ E / 41.3581282201698°N,1.63022234799572°E                                                                                                |                                            |                                           | Modifica les dades a Wikidata |
|        | Cal Miret dels afores     | Sant Martí Sarroca                  | masia        |                                                      | 41° 24′ 07″ N, 1° 36′ 55″ E / 41.40190979654785°N,1.615194082260132°E                                                                                              |                                            | Cal Miret                                 | Modifica les dades a Wikidata |
|        | Cal Modesto               | Sant Martí Sarroca                  | masia        |                                                      | 41° 20′ 36″ N, 1° 39′ 20″ E / 41.3432505055019°N,1.65563379960816°E                                                                                                |                                            |                                           | Modifica les dades a Wikidata |
|        | Cal Moisès                | Sant Martí Sarroca                  | masia        |                                                      | 41° 22′ 16″ N, 1° 38′ 27″ E / 41.3710454513535°N,1.64091619189304°E                                                                                                |                                            |                                           | Modifica les dades a Wikidata |
|        | Cal Montoliu              | Sant Martí Sarroca                  | masia        |                                                      | 41° 22′ 51″ N, 1° 37′ 09″ E / 41.3807133855255°N,1.61923647164887°E                                                                                                |                                            |                                           | Modifica les dades a Wikidata |
|        | Cal Míliu                 | Sant Martí Sarroca                  | masia        |                                                      | 41° 20′ 36″ N, 1° 39′ 24″ E / 41.343298806429°N,1.6566845993952°E                                                                                                  |                                            |                                           | Modifica les dades a Wikidata |
|        | Cal Nen                   | Sant Martí Sarroca                  | masia        |                                                      | 41° 24′ 24″ N, 1° 38′ 21″ E / 41.4067403011606°N,1.6392991353796°E                                                                                                 |                                            |                                           | Modifica les dades a Wikidata |
|        | Cal Niuer                 | Pacs del Penedès Sant Martí Sarroca | masia        |                                                      | 41° 22′ 03″ N, 1° 39′ 02″ E / 41.3674660449298°N,1.65056794299828°E                                                                                                |                                            |                                           | Modifica les dades a Wikidata |
|        | Cal Novençà               | Sant Martí Sarroca                  | masia        |                                                      | 41° 22′ 29″ N, 1° 39′ 11″ E / 41.3747832935775°N,1.65315507261698°E                                                                                                |                                            |                                           | Modifica les dades a Wikidata |
|        | Cal Palmó                 | Sant Martí Sarroca                  | masia        |                                                      | 41° 20′ 48″ N, 1° 39′ 25″ E / 41.3467511522848°N,1.65690050048701°E                                                                                                |                                            |                                           | Modifica les dades a Wikidata |
|        | Cal Panero                | Sant Martí Sarroca                  | masia        |                                                      | 41° 20′ 48″ N, 1° 39′ 14″ E / 41.3465994557782°N,1.65393932379583°E                                                                                                |                                            |                                           | Modifica les dades a Wikidata |
|        | Cal Papiol                | Sant Martí Sarroca                  | masia        |                                                      | 41° 21′ 04″ N, 1° 39′ 23″ E / 41.351032610136°N,1.65638216187141°E                                                                                                 |                                            |                                           | Modifica les dades a Wikidata |
|        | Cal Parent                | Sant Martí Sarroca                  | masia        |                                                      | 41° 22′ 17″ N, 1° 39′ 08″ E / 41.3712519179925°N,1.65234308167618°E                                                                                                |                                            |                                           | Modifica les dades a Wikidata |
|        | Cal Pau Barber            | Sant Martí Sarroca                  | masia        |                                                      | 41° 21′ 54″ N, 1° 37′ 48″ E / 41.3650062602063°N,1.62992265795527°E                                                                                                |                                            |                                           | Modifica les dades a Wikidata |
|        | Cal Pau Biel              | Sant Martí Sarroca                  | masia        |                                                      | 41° 22′ 19″ N, 1° 38′ 09″ E / 41.3720227555434°N,1.63596938030578°E                                                                                                |                                            |                                           | Modifica les dades a Wikidata |
|        | Cal Pau Bolet             | Sant Martí Sarroca                  | masia        |                                                      | 41° 22′ 02″ N, 1° 37′ 38″ E / 41.3673053774251°N,1.62708853769271°E                                                                                                |                                            |                                           | Modifica les dades a Wikidata |
|        | Cal Pau Fuster            | Sant Martí Sarroca                  | masia        |                                                      | 41° 22′ 49″ N, 1° 38′ 21″ E / 41.380357078887°N,1.63922744303711°E                                                                                                 |                                            |                                           | Modifica les dades a Wikidata |
|        | Cal Pau Grau              | Sant Martí Sarroca                  | masia        |                                                      | 41° 20′ 54″ N, 1° 39′ 34″ E / 41.3482043544486°N,1.65947640593186°E                                                                                                |                                            |                                           | Modifica les dades a Wikidata |
|        | Cal Pau Miquelet          | Sant Martí Sarroca                  | masia        |                                                      | 41° 21′ 58″ N, 1° 38′ 22″ E / 41.3661185893364°N,1.63940462774544°E                                                                                                |                                            |                                           | Modifica les dades a Wikidata |
|        | Cal Pau Miret             | Sant Martí Sarroca                  | masia        |                                                      | 41° 23′ 15″ N, 1° 38′ 49″ E / 41.3876085042213°N,1.64691023165644°E                                                                                                |                                            |                                           | Modifica les dades a Wikidata |
|        | Cal Pau Nen               | Sant Martí Sarroca                  | masia        |                                                      | 41° 22′ 13″ N, 1° 38′ 28″ E / 41.3702990149386°N,1.64101542938613°E                                                                                                |                                            |                                           | Modifica les dades a Wikidata |
|        | Cal Pau Piu               | Sant Martí Sarroca                  | masia        |                                                      | 41° 24′ 12″ N, 1° 38′ 15″ E / 41.4033513186632°N,1.63758733226598°E                                                                                                |                                            |                                           | Modifica les dades a Wikidata |
|        | Cal Pau Tèrmens           | Sant Martí Sarroca                  | masia        |                                                      | 41° 21′ 19″ N, 1° 38′ 48″ E / 41.355378838407°N,1.64678902163623°E                                                                                                 |                                            |                                           | Modifica les dades a Wikidata |
|        | Cal Pau Vallès            | Sant Martí Sarroca                  | masia        |                                                      | 41° 21′ 26″ N, 1° 38′ 20″ E / 41.3571407196555°N,1.63885045191828°E                                                                                                |                                            |                                           | Modifica les dades a Wikidata |
|        | Cal Pau Ventosa           | Sant Martí Sarroca                  | masia        |                                                      | 41° 20′ 43″ N, 1° 38′ 01″ E / 41.3453501761945°N,1.63353812351108°E                                                                                                |                                            |                                           | Modifica les dades a Wikidata |
|        | Cal Pau Xinola            | Sant Martí Sarroca                  | masia        |                                                      | 41° 23′ 14″ N, 1° 36′ 37″ E / 41.3873054173651°N,1.61015073776023°E                                                                                                |                                            |                                           | Modifica les dades a Wikidata |
|        | Cal Pau de Cerç           | Sant Martí Sarroca                  | masia        |                                                      | 41° 24′ 06″ N, 1° 38′ 17″ E / 41.4017881210481°N,1.63793102302744°E                                                                                                |                                            |                                           | Modifica les dades a Wikidata |
|        | Cal Pau de la Fassina     | Sant Martí Sarroca                  | masia        |                                                      | 41° 23′ 53″ N, 1° 37′ 07″ E / 41.3979824032176°N,1.61865565831237°E                                                                                                |                                            |                                           | Modifica les dades a Wikidata |
|        | Cal Pega                  | Sant Martí Sarroca                  | masia        |                                                      | 41° 24′ 34″ N, 1° 38′ 18″ E / 41.4095206862887°N,1.63829593115949°E                                                                                                |                                            |                                           | Modifica les dades a Wikidata |
|        | Cal Pelegrí               | Sant Martí Sarroca                  | masia        |                                                      | 41° 23′ 30″ N, 1° 36′ 34″ E / 41.3917630684634°N,1.60932615669199°E                                                                                                |                                            |                                           | Modifica les dades a Wikidata |
|        | Cal Pentinador            | Sant Martí Sarroca                  | masia        |                                                      | 41° 24′ 28″ N, 1° 38′ 25″ E / 41.4077078476134°N,1.64037963212437°E                                                                                                |                                            |                                           | Modifica les dades a Wikidata |
|        | Cal Pep Socarrat Nou      | Sant Martí Sarroca                  | masia        |                                                      | 41° 21′ 48″ N, 1° 38′ 33″ E / 41.3632546580428°N,1.64248912283661°E                                                                                                |                                            |                                           | Modifica les dades a Wikidata |
|        | Cal Pep Socarrat Vell     | Sant Martí Sarroca                  | masia        |                                                      | 41° 22′ 11″ N, 1° 38′ 19″ E / 41.3696055047272°N,1.6387341192158°E                                                                                                 |                                            |                                           | Modifica les dades a Wikidata |
|        | Cal Pere Jorba            | Sant Martí Sarroca                  | masia        |                                                      | 41° 23′ 27″ N, 1° 36′ 46″ E / 41.3908495416316°N,1.61274251835176°E                                                                                                |                                            |                                           | Modifica les dades a Wikidata |
|        | Cal Pere Piu              | Sant Martí Sarroca                  | masia        |                                                      | 41° 24′ 03″ N, 1° 38′ 16″ E / 41.4009117981649°N,1.6377100693059°E                                                                                                 |                                            |                                           | Modifica les dades a Wikidata |
|        | Cal Pere Sala             | Sant Martí Sarroca                  | masia        |                                                      | 41° 22′ 11″ N, 1° 38′ 22″ E / 41.3696047003705°N,1.63942764213941°E                                                                                                |                                            |                                           | Modifica les dades a Wikidata |
|        | Cal Pere Salet            | Sant Martí Sarroca                  | masia        |                                                      | 41° 23′ 40″ N, 1° 35′ 53″ E / 41.3943180974704°N,1.59794414052572°E                                                                                                |                                            |                                           | Modifica les dades a Wikidata |
|        | Cal Pere Sarló            | Sant Martí Sarroca                  | masia        |                                                      | 41° 23′ 35″ N, 1° 35′ 56″ E / 41.3929347175111°N,1.59899057783118°E                                                                                                |                                            |                                           | Modifica les dades a Wikidata |
|        | Cal Pere Viles            | Sant Martí Sarroca                  | masia        |                                                      | 41° 20′ 46″ N, 1° 38′ 05″ E / 41.3460576135771°N,1.63470664674629°E                                                                                                |                                            |                                           | Modifica les dades a Wikidata |
|        | Cal Pere del Jardí        | Sant Martí Sarroca                  | masia        |                                                      | 41° 23′ 34″ N, 1° 35′ 53″ E / 41.3928142759922°N,1.59797645964741°E                                                                                                |                                            |                                           | Modifica les dades a Wikidata |
|        | Cal Perera                | Sant Martí Sarroca                  | masia        |                                                      | 41° 21′ 47″ N, 1° 38′ 39″ E / 41.3630050795732°N,1.64423985688779°E                                                                                                |                                            |                                           | Modifica les dades a Wikidata |
|        | Cal Peret Mames           | Sant Martí Sarroca                  | masia        |                                                      | 41° 24′ 24″ N, 1° 38′ 36″ E / 41.4066526897929°N,1.643320799694°E                                                                                                  |                                            |                                           | Modifica les dades a Wikidata |
|        | Cal Peret Masses          | Sant Martí Sarroca                  | masia        |                                                      | 41° 20′ 41″ N, 1° 39′ 14″ E / 41.3446812071608°N,1.65396688293152°E                                                                                                |                                            |                                           | Modifica les dades a Wikidata |
|        | Cal Peret Miquelet        | Sant Martí Sarroca                  | masia        |                                                      | 41° 21′ 29″ N, 1° 38′ 00″ E / 41.3579686201879°N,1.6334654637563°E                                                                                                 |                                            |                                           | Modifica les dades a Wikidata |
|        | Cal Peret Piu             | Sant Martí Sarroca                  | masia        |                                                      | 41° 24′ 28″ N, 1° 38′ 38″ E / 41.4079114459294°N,1.64389281151086°E                                                                                                |                                            |                                           | Modifica les dades a Wikidata |
|        | Cal Peret Vinyes          | Sant Martí Sarroca                  | masia        |                                                      | 41° 23′ 24″ N, 1° 36′ 58″ E / 41.3899712125152°N,1.6160982344384°E                                                                                                 |                                            |                                           | Modifica les dades a Wikidata |
|        | Cal Peret de Cal Lleó     | Sant Martí Sarroca                  | masia        |                                                      | 41° 22′ 09″ N, 1° 38′ 26″ E / 41.3692310447525°N,1.64058329397144°E                                                                                                |                                            |                                           | Modifica les dades a Wikidata |
|        | Cal Peris                 | Sant Martí Sarroca                  | masia        |                                                      | 41° 20′ 37″ N, 1° 39′ 14″ E / 41.3436989405914°N,1.65392735275133°E                                                                                                |                                            |                                           | Modifica les dades a Wikidata |
|        | Cal Piu                   | Sant Martí Sarroca                  | masia        |                                                      | 41° 24′ 38″ N, 1° 38′ 22″ E / 41.4105331259578°N,1.63936355655662°E                                                                                                |                                            |                                           | Modifica les dades a Wikidata |
|        | Cal Piu Pega              | Sant Martí Sarroca                  | masia        |                                                      | 41° 24′ 34″ N, 1° 38′ 16″ E / 41.4095233187604°N,1.63775748165247°E                                                                                                |                                            |                                           | Modifica les dades a Wikidata |
|        | Cal Piuet                 | Sant Martí Sarroca                  | masia        |                                                      | 41° 24′ 20″ N, 1° 38′ 36″ E / 41.4056244189754°N,1.64319862935371°E                                                                                                |                                            |                                           | Modifica les dades a Wikidata |
|        | Cal Po Jardí              | Sant Martí Sarroca                  | masia        |                                                      | 41° 23′ 46″ N, 1° 35′ 47″ E / 41.3960992478828°N,1.59627904875822°E                                                                                                |                                            |                                           | Modifica les dades a Wikidata |
|        | Cal Polido                | Sant Martí Sarroca                  | masia        |                                                      | 41° 21′ 10″ N, 1° 39′ 09″ E / 41.3526715832552°N,1.65249929623506°E                                                                                                |                                            |                                           | Modifica les dades a Wikidata |
|        | Cal Pollac                | Sant Martí Sarroca                  | masia        |                                                      | 41° 21′ 05″ N, 1° 39′ 03″ E / 41.351331195211216°N,1.6507816314697268°E                                                                                            |                                            |                                           | Modifica les dades a Wikidata |
|        | Cal Por Gros              | Sant Martí Sarroca                  | masia        |                                                      | 41° 22′ 49″ N, 1° 37′ 03″ E / 41.3803783972617°N,1.61759322141134°E                                                                                                |                                            |                                           | Modifica les dades a Wikidata |
|        | Cal Purvós                | Sant Martí Sarroca                  | masia        |                                                      | 41° 22′ 14″ N, 1° 39′ 02″ E / 41.3706108073159°N,1.65067035023786°E                                                                                                |                                            |                                           | Modifica les dades a Wikidata |
|        | Cal Pàmies                | Sant Martí Sarroca                  | masia        |                                                      | 41° 20′ 46″ N, 1° 39′ 24″ E / 41.3460000926228°N,1.65660516712274°E                                                                                                |                                            |                                           | Modifica les dades a Wikidata |
|        | Cal Quim Ressang          | Sant Martí Sarroca                  | masia        |                                                      | 41° 23′ 48″ N, 1° 37′ 09″ E / 41.3966566986308°N,1.6192698677026°E                                                                                                 |                                            |                                           | Modifica les dades a Wikidata |
|        | Cal Quim de Calabuix      | Sant Martí Sarroca                  | masia        | Estil: gòtic tardà arquitectura popular 17th century | 41° 22′ 33″ N, 1° 38′ 19″ E / 41.375882°N,1.638649°E ca:Hostalets, ctra. BV-2121, km 9, a 800 m 251 msnm                                                           | bé cultural d'interès local                | Cal Quim de Calabuix                      | Modifica les dades a Wikidata |
|        | Cal Rajoler               | Sant Martí Sarroca                  | masia        |                                                      | 41° 23′ 26″ N, 1° 35′ 59″ E / 41.3904669517253°N,1.59974925719766°E                                                                                                |                                            |                                           | Modifica les dades a Wikidata |
|        | Cal Ramon Jepet           | Sant Martí Sarroca                  | masia        |                                                      | 41° 21′ 01″ N, 1° 39′ 21″ E / 41.3503786526076°N,1.65591747028602°E                                                                                                |                                            |                                           | Modifica les dades a Wikidata |
|        | Cal Ramon Sarió           | Sant Martí Sarroca                  | masia        |                                                      | 41° 23′ 11″ N, 1° 36′ 27″ E / 41.3864805929118°N,1.60748924877057°E                                                                                                |                                            |                                           | Modifica les dades a Wikidata |
|        | Cal Ramon Teulem          | Sant Martí Sarroca                  | masia        |                                                      | 41° 21′ 28″ N, 1° 38′ 04″ E / 41.3577385356228°N,1.6345701212265°E                                                                                                 |                                            |                                           | Modifica les dades a Wikidata |
|        | Cal Rata                  | Sant Martí Sarroca                  | masia        |                                                      | 41° 22′ 49″ N, 1° 38′ 23″ E / 41.3801933334907°N,1.63985272197412°E                                                                                                |                                            |                                           | Modifica les dades a Wikidata |
|        | Cal Rei                   | Sant Martí Sarroca                  | masia        |                                                      | 41° 21′ 04″ N, 1° 39′ 18″ E / 41.35120692071°N,1.65511149095514°E                                                                                                  |                                            |                                           | Modifica les dades a Wikidata |
|        | Cal Rei Xic               | Sant Martí Sarroca                  | masia        |                                                      | 41° 22′ 17″ N, 1° 37′ 56″ E / 41.3713111067771°N,1.63216986565368°E                                                                                                |                                            |                                           | Modifica les dades a Wikidata |
|        | Cal Reiet                 | Sant Martí Sarroca                  | masia        |                                                      | 41° 22′ 15″ N, 1° 38′ 29″ E / 41.3707371897468°N,1.64150851200025°E                                                                                                |                                            |                                           | Modifica les dades a Wikidata |
|        | Cal Revella               | Sant Martí Sarroca                  | masia        |                                                      | 41° 21′ 59″ N, 1° 38′ 14″ E / 41.3664790719643°N,1.63713735162212°E                                                                                                |                                            |                                           | Modifica les dades a Wikidata |
|        | Cal Rita                  | Sant Martí Sarroca                  | masia        |                                                      | 41° 23′ 10″ N, 1° 38′ 18″ E / 41.3860839849136°N,1.63831866513807°E                                                                                                |                                            |                                           | Modifica les dades a Wikidata |
|        | Cal Rito                  | Sant Martí Sarroca                  | masia        |                                                      | 41° 23′ 10″ N, 1° 36′ 58″ E / 41.3861426504211°N,1.61605983208367°E                                                                                                |                                            |                                           | Modifica les dades a Wikidata |
|        | Cal Roca                  | Sant Martí Sarroca                  | masia        |                                                      | 41° 20′ 39″ N, 1° 38′ 36″ E / 41.3440518835988°N,1.64333031859334°E                                                                                                |                                            |                                           | Modifica les dades a Wikidata |
|        | Cal Romeu                 | Sant Martí Sarroca                  | masia        |                                                      | 41° 22′ 01″ N, 1° 37′ 35″ E / 41.36687357905°N,1.62638022655647°E                                                                                                  |                                            |                                           | Modifica les dades a Wikidata |
|        | Cal Romà                  | Sant Martí Sarroca                  | masia        |                                                      | 41° 24′ 22″ N, 1° 38′ 27″ E / 41.4060813240589°N,1.64070067440961°E                                                                                                |                                            |                                           | Modifica les dades a Wikidata |
|        | Cal Sadurní               | Sant Martí Sarroca                  | masia        |                                                      | 41° 20′ 29″ N, 1° 39′ 22″ E / 41.3414173492556°N,1.65600615843296°E                                                                                                |                                            |                                           | Modifica les dades a Wikidata |
|        | Cal Salet                 | Sant Martí Sarroca                  | masia        |                                                      | 41° 23′ 33″ N, 1° 37′ 53″ E / 41.3925687978689°N,1.63144916368234°E                                                                                                |                                            |                                           | Modifica les dades a Wikidata |
|        | Cal Salomó                | Sant Martí Sarroca                  | masia        |                                                      | 41° 21′ 57″ N, 1° 38′ 21″ E / 41.3658916237159°N,1.63925392448951°E                                                                                                |                                            |                                           | Modifica les dades a Wikidata |
|        | Cal Salvador Cuixa        | Sant Martí Sarroca                  | masia        |                                                      | 41° 21′ 26″ N, 1° 37′ 50″ E / 41.3570880386849°N,1.63061475623789°E                                                                                                |                                            |                                           | Modifica les dades a Wikidata |
|        | Cal Salvador del Molí     | Sant Martí Sarroca                  | masia        |                                                      | 41° 22′ 17″ N, 1° 38′ 27″ E / 41.3712773249334°N,1.64072004820572°E                                                                                                |                                            |                                           | Modifica les dades a Wikidata |
|        | Cal Salvet                | Sant Martí Sarroca                  | masia        |                                                      | 41° 23′ 33″ N, 1° 37′ 31″ E / 41.3925675578627°N,1.62530113015558°E                                                                                                |                                            |                                           | Modifica les dades a Wikidata |
|        | Cal Santacana             | Sant Martí Sarroca                  | masia        |                                                      | 41° 20′ 39″ N, 1° 39′ 22″ E / 41.34424342794066°N,1.656017303466797°E                                                                                              |                                            |                                           | Modifica les dades a Wikidata |
|        | Cal Santo                 | Sant Martí Sarroca                  | masia        |                                                      | 41° 20′ 45″ N, 1° 39′ 15″ E / 41.3457119936228°N,1.65430423047403°E                                                                                                |                                            |                                           | Modifica les dades a Wikidata |
|        | Cal Sastret               | Sant Martí Sarroca                  | masia        |                                                      | 41° 23′ 23″ N, 1° 38′ 16″ E / 41.3897977041333°N,1.63778665716387°E                                                                                                |                                            |                                           | Modifica les dades a Wikidata |
|        | Cal Sebastià Termes       | Sant Martí Sarroca                  | masia        |                                                      | 41° 21′ 12″ N, 1° 39′ 05″ E / 41.3534510186085°N,1.65137149301973°E                                                                                                |                                            |                                           | Modifica les dades a Wikidata |
|        | Cal Sendo                 | Sant Martí Sarroca                  | masia        |                                                      | 41° 23′ 41″ N, 1° 36′ 30″ E / 41.39485°N,1.6084°E |                                            |                                           | Modifica les dades a Wikidata |
|        | Cal Senebets              | Sant Martí Sarroca                  | masia        |                                                      | 41° 21′ 45″ N, 1° 38′ 09″ E / 41.3625271238381°N,1.6358090497614°E                                                                                                 |                                            |                                           | Modifica les dades a Wikidata |
|        | Cal Serra                 | Sant Martí Sarroca                  | masia        |                                                      | 41° 22′ 44″ N, 1° 36′ 58″ E / 41.3788198548919°N,1.61607160263436°E                                                                                                |                                            |                                           | Modifica les dades a Wikidata |
|        | Cal Sibino                | Sant Martí Sarroca                  | masia        |                                                      | 41° 20′ 50″ N, 1° 39′ 13″ E / 41.3472354699531°N,1.65363935250942°E                                                                                                |                                            |                                           | Modifica les dades a Wikidata |
|        | Cal Sogues                | Sant Martí Sarroca                  | masia        | Estil: arquitectura popular                          | 41° 22′ 58″ N, 1° 38′ 14″ E / 41.382852°N,1.637337°E ca:Ctra. BV-2122, km 7, a 200 m.                                                                              | bé cultural d'interès local                | Cal Sogas (Sant Martí Sarroca)            | Modifica les dades a Wikidata |
|        | Cal Sègol                 | Sant Martí Sarroca                  | masia        |                                                      | 41° 24′ 18″ N, 1° 38′ 05″ E / 41.4051358816035°N,1.63464291502878°E                                                                                                |                                            |                                           | Modifica les dades a Wikidata |
|        | Cal Súria                 | Sant Martí Sarroca                  | masia        |                                                      | 41° 20′ 27″ N, 1° 39′ 27″ E / 41.3409487807752°N,1.65753366814427°E                                                                                                |                                            |                                           | Modifica les dades a Wikidata |
|        | Cal Tapiador              | Sant Martí Sarroca                  | masia        |                                                      | 41° 21′ 06″ N, 1° 39′ 19″ E / 41.3517120500146°N,1.65517281558565°E                                                                                                |                                            |                                           | Modifica les dades a Wikidata |
|        | Cal Teia                  | Sant Martí Sarroca                  | masia        |                                                      | 41° 23′ 19″ N, 1° 36′ 45″ E / 41.3887294776752°N,1.61246466075801°E                                                                                                |                                            |                                           | Modifica les dades a Wikidata |
|        | Cal Ticó                  | Sant Martí Sarroca                  | masia        |                                                      | 41° 24′ 11″ N, 1° 38′ 28″ E / 41.4031407656008°N,1.6411088976221°E                                                                                                 |                                            |                                           | Modifica les dades a Wikidata |
|        | Cal Tiquet                | Sant Martí Sarroca                  | masia        |                                                      | 41° 22′ 19″ N, 1° 37′ 58″ E / 41.3719038256733°N,1.63277923366809°E                                                                                                |                                            |                                           | Modifica les dades a Wikidata |
|        | Cal Titus                 | Sant Martí Sarroca                  | masia        |                                                      | 41° 21′ 55″ N, 1° 38′ 44″ E / 41.3651926334998°N,1.64566505477177°E                                                                                                |                                            |                                           | Modifica les dades a Wikidata |
|        | Cal Tofolet               | Sant Martí Sarroca                  | masia        |                                                      | 41° 20′ 20″ N, 1° 39′ 13″ E / 41.3387517242792°N,1.65374240414853°E                                                                                                |                                            |                                           | Modifica les dades a Wikidata |
|        | Cal Toià                  | Sant Martí Sarroca                  | masia        |                                                      | 41° 20′ 38″ N, 1° 38′ 01″ E / 41.343800867909°N,1.63353466166084°E                                                                                                 |                                            |                                           | Modifica les dades a Wikidata |
|        | Cal Tomàs                 | Sant Martí Sarroca                  | masia        |                                                      | 41° 22′ 14″ N, 1° 38′ 23″ E / 41.3706694240191°N,1.63958481299899°E                                                                                                |                                            |                                           | Modifica les dades a Wikidata |
|        | Cal Ton Xacó              | Sant Martí Sarroca                  | masia        |                                                      | 41° 20′ 43″ N, 1° 38′ 02″ E / 41.345382666104°N,1.6338821231727°E                                                                                                  |                                            |                                           | Modifica les dades a Wikidata |
|        | Cal Ton del Molí          | Sant Martí Sarroca                  | masia        |                                                      | 41° 20′ 59″ N, 1° 39′ 23″ E / 41.3498448995113°N,1.65649025965216°E                                                                                                |                                            |                                           | Modifica les dades a Wikidata |
|        | Cal Ton del Piu           | Sant Martí Sarroca                  | masia        |                                                      | 41° 24′ 37″ N, 1° 38′ 19″ E / 41.4102363320633°N,1.63863991856255°E                                                                                                |                                            |                                           | Modifica les dades a Wikidata |
|        | Cal Tonarro               | Sant Martí Sarroca                  | masia        |                                                      | 41° 20′ 33″ N, 1° 39′ 16″ E / 41.3426253025687°N,1.65454706931159°E                                                                                                |                                            |                                           | Modifica les dades a Wikidata |
|        | Cal Tries                 | Sant Martí Sarroca                  | masia        |                                                      | 41° 20′ 48″ N, 1° 39′ 10″ E / 41.3466113672867°N,1.65264817586695°E                                                                                                |                                            |                                           | Modifica les dades a Wikidata |
|        | Cal Térmens               | Sant Martí Sarroca                  | masia        |                                                      | 41° 20′ 43″ N, 1° 38′ 38″ E / 41.345355248054°N,1.64386503137012°E                                                                                                 |                                            |                                           | Modifica les dades a Wikidata |
|        | Cal Tòfol                 | Sant Martí Sarroca                  | masia        |                                                      | 41° 23′ 27″ N, 1° 37′ 34″ E / 41.3907676888288°N,1.62618827607437°E                                                                                                |                                            |                                           | Modifica les dades a Wikidata |
|        | Cal Vellaques             | Sant Martí Sarroca                  | masia        |                                                      | 41° 22′ 19″ N, 1° 38′ 21″ E / 41.3719962428126°N,1.63905495370322°E                                                                                                |                                            |                                           | Modifica les dades a Wikidata |
|        | Cal Ventosa               | Sant Martí Sarroca                  | masia        |                                                      | 41° 20′ 23″ N, 1° 38′ 42″ E / 41.3398007482042°N,1.64488860022296°E                                                                                                |                                            |                                           | Modifica les dades a Wikidata |
|        | Cal Vicari                | Sant Martí Sarroca                  | masia        |                                                      | 41° 24′ 16″ N, 1° 38′ 19″ E / 41.4044611213869°N,1.63850925495662°E                                                                                                |                                            |                                           | Modifica les dades a Wikidata |
|        | Cal Vicentó               | Sant Martí Sarroca                  | masia        |                                                      | 41° 20′ 54″ N, 1° 39′ 19″ E / 41.3482181706493°N,1.65525667883848°E                                                                                                |                                            |                                           | Modifica les dades a Wikidata |
|        | Cal Vinyes                | Sant Martí Sarroca                  | masia        |                                                      | 41° 20′ 42″ N, 1° 36′ 45″ E / 41.3450807885514°N,1.61253125773289°E                                                                                                |                                            |                                           | Modifica les dades a Wikidata |
|        | Cal Viudo                 | Sant Martí Sarroca                  | masia        |                                                      | 41° 20′ 40″ N, 1° 38′ 42″ E / 41.3443964674291°N,1.644875407218933°E                                                                                               |                                            |                                           | Modifica les dades a Wikidata |
|        | Cal Xanguet               | Sant Martí Sarroca                  | masia        |                                                      | 41° 20′ 41″ N, 1° 38′ 33″ E / 41.3447183930975°N,1.6425634778411°E                                                                                                 |                                            |                                           | Modifica les dades a Wikidata |
|        | Cal Xapó                  | Sant Martí Sarroca                  | masia        |                                                      | 41° 24′ 17″ N, 1° 38′ 24″ E / 41.4046579166846°N,1.63991683113345°E                                                                                                |                                            |                                           | Modifica les dades a Wikidata |
|        | Cal Xarina                | Sant Martí Sarroca                  | masia        |                                                      | 41° 23′ 10″ N, 1° 38′ 19″ E / 41.3862057204199°N,1.63871080636913°E                                                                                                |                                            |                                           | Modifica les dades a Wikidata |
|        | Cal Xató                  | Sant Martí Sarroca                  | masia        |                                                      | 41° 22′ 58″ N, 1° 38′ 01″ E / 41.3826965390318°N,1.63370125987764°E                                                                                                |                                            |                                           | Modifica les dades a Wikidata |
|        | Cal Xaveguer              | Sant Martí Sarroca                  | masia        |                                                      | 41° 21′ 19″ N, 1° 38′ 59″ E / 41.3552860420291°N,1.64962413337727°E                                                                                                |                                            |                                           | Modifica les dades a Wikidata |
|        | Cal Xecona                | Sant Martí Sarroca                  | masia        |                                                      | 41° 21′ 32″ N, 1° 37′ 50″ E / 41.3588517578784°N,1.6304701854838°E                                                                                                 |                                            |                                           | Modifica les dades a Wikidata |
|        | Cal Xecó                  | Sant Martí Sarroca                  | masia        |                                                      | 41° 20′ 15″ N, 1° 39′ 30″ E / 41.3374351215112°N,1.65823924059988°E                                                                                                |                                            |                                           | Modifica les dades a Wikidata |
|        | Cal Xic Andreu            | Sant Martí Sarroca                  | masia        |                                                      | 41° 20′ 20″ N, 1° 39′ 27″ E / 41.3387966706283°N,1.65758982062761°E                                                                                                |                                            |                                           | Modifica les dades a Wikidata |
|        | Cal Xic Bartolí           | Sant Martí Sarroca                  | masia        |                                                      | 41° 23′ 33″ N, 1° 35′ 56″ E / 41.3924388641755°N,1.59895338152194°E                                                                                                |                                            |                                           | Modifica les dades a Wikidata |
|        | Cal Xic Benet             | Sant Martí Sarroca                  | masia        |                                                      | 41° 24′ 25″ N, 1° 38′ 15″ E / 41.4070080777532°N,1.63757075157346°E                                                                                                |                                            |                                           | Modifica les dades a Wikidata |
|        | Cal Xic Janet             | Sant Martí Sarroca                  | masia        |                                                      | 41° 24′ 32″ N, 1° 38′ 09″ E / 41.4089593451272°N,1.63577123998926°E                                                                                                |                                            |                                           | Modifica les dades a Wikidata |
|        | Cal Xic Martí de l'Hostal | Sant Martí Sarroca                  | masia        |                                                      | 41° 22′ 53″ N, 1° 37′ 29″ E / 41.3814646407243°N,1.62480550837827°E                                                                                                |                                            |                                           | Modifica les dades a Wikidata |
|        | Cal Xic Montoliu          | Sant Martí Sarroca                  | masia        |                                                      | 41° 23′ 24″ N, 1° 36′ 01″ E / 41.3898799014323°N,1.60035989072528°E                                                                                                |                                            |                                           | Modifica les dades a Wikidata |
|        | Cal Xic Titus             | Sant Martí Sarroca                  | masia        |                                                      | 41° 22′ 02″ N, 1° 38′ 16″ E / 41.3672352722289°N,1.63786287615598°E                                                                                                |                                            |                                           | Modifica les dades a Wikidata |
|        | Cal Xixampons             | Sant Martí Sarroca                  | masia        |                                                      | 41° 22′ 08″ N, 1° 37′ 38″ E / 41.3689737400748°N,1.6272567255736°E                                                                                                 |                                            |                                           | Modifica les dades a Wikidata |
|        | Can Bola                  | Sant Martí Sarroca                  | masia        |                                                      | 41° 23′ 03″ N, 1° 35′ 22″ E / 41.3840826339502°N,1.58957705342074°E                                                                                                |                                            |                                           | Modifica les dades a Wikidata |
|        | Can Brugueres             | Sant Martí Sarroca                  | masia        | Estil: arquitectura popular                          | 41° 23′ 28″ N, 1° 38′ 08″ E / 41.391121°N,1.635448°E | bé cultural d'interès local                | Can Brugueres (Sant Martí Sarroca)        | Modifica les dades a Wikidata |
|        | Can Déu                   | Sant Martí Sarroca                  | masia        |                                                      | 41° 23′ 04″ N, 1° 37′ 18″ E / 41.3843642270777°N,1.62173056387084°E                                                                                                |                                            |                                           | Modifica les dades a Wikidata |
|        | Can Grau                  | Sant Martí Sarroca                  | masia        |                                                      | 41° 22′ 22″ N, 1° 35′ 36″ E / 41.3727900814362°N,1.59346810008877°E                                                                                                |                                            |                                           | Modifica les dades a Wikidata |
|        | Can Lleó                  | Sant Martí Sarroca                  | masia        | Estil: noucentisme                                   | 41° 22′ 10″ N, 1° 38′ 54″ E / 41.369318°N,1.648339°E ca:Ctra. BP-2121, tencall al km 4,9                                                                           | bé cultural d'interès local                | Can Lleó (Sant Martí Sarroca)             | Modifica les dades a Wikidata |
|        | Can Marcel·lino           | Sant Martí Sarroca                  | masia        |                                                      | 41° 22′ 37″ N, 1° 35′ 05″ E / 41.377034198829°N,1.58479057106452°E                                                                                                 |                                            |                                           | Modifica les dades a Wikidata |
|        | Can Martí de l'Hostal     | Sant Martí Sarroca                  | masia        |                                                      | 41° 23′ 06″ N, 1° 37′ 13″ E / 41.3849333596857°N,1.62036708617183°E                                                                                                |                                            |                                           | Modifica les dades a Wikidata |
|        | Can Ramon de la Guàrdia   | Sant Martí Sarroca                  | masia        |                                                      | 41° 22′ 43″ N, 1° 37′ 03″ E / 41.3786732886653°N,1.61736624442236°E                                                                                                |                                            |                                           | Modifica les dades a Wikidata |
|        | Can Rigol                 | Sant Martí Sarroca                  | masia        |                                                      | 41° 20′ 47″ N, 1° 38′ 13″ E / 41.346399992646°N,1.6369944217739°E                                                                                                  |                                            |                                           | Modifica les dades a Wikidata |
|        | Can Salvador Calderer     | Sant Martí Sarroca                  | masia        |                                                      | 41° 23′ 06″ N, 1° 37′ 43″ E / 41.384896635027°N,1.62859620227783°E                                                                                                 |                                            |                                           | Modifica les dades a Wikidata |
|        | Can Serra                 | Sant Martí Sarroca                  | masia        |                                                      | 41° 23′ 48″ N, 1° 38′ 10″ E / 41.3966497269842°N,1.63605263633431°E                                                                                                |                                            |                                           | Modifica les dades a Wikidata |
|        | Can Ton Cols              | Sant Martí Sarroca                  | masia        |                                                      | 41° 22′ 00″ N, 1° 37′ 41″ E / 41.3667777621734°N,1.62816375723203°E                                                                                                |                                            |                                           | Modifica les dades a Wikidata |
|        | Can Vilella               | Sant Martí Sarroca                  | masia        |                                                      | 41° 22′ 34″ N, 1° 34′ 45″ E / 41.3761894941897°N,1.57910483624184°E                                                                                                |                                            |                                           | Modifica les dades a Wikidata |
|        | Can Xaio                  | Sant Martí Sarroca                  | masia        |                                                      | 41° 22′ 37″ N, 1° 35′ 02″ E / 41.3770698093388°N,1.58402446555243°E                                                                                                |                                            |                                           | Modifica les dades a Wikidata |
|        | Can Xic Ponet             | Sant Martí Sarroca                  | masia        |                                                      | 41° 22′ 47″ N, 1° 35′ 16″ E / 41.3797112677307°N,1.58787769642414°E                                                                                                |                                            |                                           | Modifica les dades a Wikidata |
|        | Casa Ravell de Fontenac   | Sant Martí Sarroca                  | masia        |                                                      | 41° 22′ 33″ N, 1° 37′ 44″ E / 41.375938°N,1.62894°E | bé cultural d'interès local                | Casa Ravell de Fontenac                   | Modifica les dades a Wikidata |
|        | Casanova de Can Serra     | Sant Martí Sarroca                  | masia        |                                                      | 41° 23′ 40″ N, 1° 38′ 19″ E / 41.3945181154889°N,1.63859717269309°E                                                                                                |                                            |                                           | Modifica les dades a Wikidata |
|        | Cerç                      | Sant Martí Sarroca                  | masia        |                                                      | 41° 24′ 00″ N, 1° 38′ 05″ E / 41.3999675536519°N,1.63479896231728°E                                                                                                |                                            |                                           | Modifica les dades a Wikidata |
|        | Escanella                 | Sant Martí Sarroca                  | masia        |                                                      | 41° 21′ 31″ N, 1° 38′ 38″ E / 41.3587222832817°N,1.64387446439402°E                                                                                                |                                            |                                           | Modifica les dades a Wikidata |
|        | Espenyallucs              | Sant Martí Sarroca                  | masia        |                                                      | 41° 24′ 35″ N, 1° 37′ 55″ E / 41.4096620190583°N,1.63198776886582°E                                                                                                |                                            |                                           | Modifica les dades a Wikidata |
|        | Ferriol                   | Sant Martí Sarroca                  | masia        |                                                      | 41° 20′ 38″ N, 1° 39′ 01″ E / 41.34388011872°N,1.65017059853288°E                                                                                                  |                                            |                                           | Modifica les dades a Wikidata |
|        | Mas Cremat                | Sant Martí Sarroca                  | masia        |                                                      | 41° 23′ 22″ N, 1° 35′ 28″ E / 41.3893451677514°N,1.59123346825863°E                                                                                                |                                            |                                           | Modifica les dades a Wikidata |
|        | Mas Graó                  | Sant Martí Sarroca                  | masia        |                                                      | 41° 24′ 13″ N, 1° 38′ 18″ E / 41.4034875844183°N,1.63844583702329°E                                                                                                |                                            |                                           | Modifica les dades a Wikidata |
|        | Mas Marroquí              | Sant Martí Sarroca                  | masia        |                                                      | 41° 22′ 33″ N, 1° 35′ 55″ E / 41.3758963346432°N,1.59853120923483°E                                                                                                |                                            |                                           | Modifica les dades a Wikidata |
|        | Mas d'en Coll             | Sant Martí Sarroca                  | masia        |                                                      | 41° 22′ 24″ N, 1° 34′ 31″ E / 41.3733153992591°N,1.57540073509432°E                                                                                                |                                            |                                           | Modifica les dades a Wikidata |
|        | Maset del Grau            | Sant Martí Sarroca                  | masia        |                                                      | 41° 22′ 03″ N, 1° 34′ 57″ E / 41.3675561276268°N,1.58240143196601°E                                                                                                |                                            |                                           | Modifica les dades a Wikidata |
|        | Riudefoix                 | Sant Martí Sarroca                  | masia casa   |                                                      | 41° 23′ 34″ N, 1° 37′ 01″ E / 41.3929°N,1.61686°E 41° 23′ 34″ N, 1° 37′ 02″ E / 41.3927674152503°N,1.61717523866143°E ca:Camí de Riudefoix, al nord del nucli urbà | bé cultural d'interès local                | Riudefoix                                 | Modifica les dades a Wikidata |
|        | Rovellats                 | Sant Martí Sarroca                  | masia        |                                                      | 41° 21′ 22″ N, 1° 38′ 46″ E / 41.3561559613269°N,1.64623496902043°E                                                                                                |                                            |                                           | Modifica les dades a Wikidata |
|        | Samuntà                   | Sant Martí Sarroca                  | masia        |                                                      | 41° 21′ 56″ N, 1° 37′ 22″ E / 41.3655519939197°N,1.62282115078588°E                                                                                                |                                            |                                           | Modifica les dades a Wikidata |
|        | Torre Nova                | Sant Martí Sarroca                  | masia        |                                                      | 41° 22′ 45″ N, 1° 37′ 07″ E / 41.3791923616258°N,1.61858699981284°E                                                                                                |                                            |                                           | Modifica les dades a Wikidata |
|        | Torre de l'Americà        | Sant Martí Sarroca                  | masia        | Estil: noucentisme                                   | 41° 23′ 20″ N, 1° 36′ 04″ E / 41.3888989567346°N,1.60117032714365°E ca:Ctra. BV-2121 km 10                                                                         |                                            |                                           | Modifica les dades a Wikidata |
|        | cal Miret del centre      | Sant Martí Sarroca                  | masia        | Estil: arquitectura popular                          | 41° 22′ 50″ N, 1° 36′ 46″ E / 41.380434°N,1.612824°E ca:Barri de la Roca 315 msnm                                                                                  | bé cultural d'interès local                | Cal Miret                                 | Modifica les dades a Wikidata |
|        | cal Posastre              | Sant Martí Sarroca                  | masia        | Estil: arquitectura popular                          | 41° 22′ 59″ N, 1° 36′ 47″ E / 41.383041°N,1.61314°E ca:Carrer del Berguedà 285 msnm                                                                                | bé cultural d'interès local                | Cal Posastre                              | Modifica les dades a Wikidata |
|        | cal Toni                  | Sant Martí Sarroca                  | masia        | Estil: arquitectura popular 18th century             | 41° 22′ 50″ N, 1° 37′ 04″ E / 41.380611°N,1.617831°E 274 msnm | bé cultural d'interès local                | Cal Toni (Sant Martí Sarroca)             | Modifica les dades a Wikidata |
|        | cal Vallès                | Sant Martí Sarroca                  | masia        | Estil: arquitectura popular 19th century             | 41° 22′ 48″ N, 1° 35′ 27″ E / 41.380035°N,1.590727°E ca:Ctra. BV- 2122, km 0,9, a 500 m 334 msnm                                                                   | bé cultural d'interès local                | Cal Vallès (Sant Martí Sarroca)           | Modifica les dades a Wikidata |
|        | can Barceló               | Sant Martí Sarroca                  | masia        | Estil: arquitectura popular                          | 41° 21′ 57″ N, 1° 35′ 17″ E / 41.365969°N,1.588113°E ca:Ctra. BV-2122, km 11, a 1.600 m 423 msnm                                                                   | bé cultural d'interès local                | Can Barceló (Sant Martí Sarroca)          | Modifica les dades a Wikidata |
|        | can Caraltó del Molí      | Sant Martí Sarroca                  | masia        | Estil: arquitectura popular                          | 41° 21′ 38″ N, 1° 38′ 16″ E / 41.360524°N,1.637845°E ca:Ctra. BV- 2121, km 8,2, a 3 km 231 msnm                                                                    | bé cultural d'interès local                | Can Caraltó del Molí (Sant Martí Sarroca) | Modifica les dades a Wikidata |
|        | can Cugols                | Sant Martí Sarroca                  | masia        | Estil: arquitectura popular 18th century             | 41° 22′ 17″ N, 1° 37′ 28″ E / 41.371452°N,1.624356°E ca:Ctra. BV-2128, km 3,5, a 600 m 278 msnm                                                                    | bé cultural d'interès local                | Can Cugols                                | Modifica les dades a Wikidata |
|        | el Baixador               | Sant Martí Sarroca                  | masia        |                                                      | 41° 20′ 16″ N, 1° 39′ 34″ E / 41.3377365183896°N,1.65936841622687°E                                                                                                |                                            |                                           | Modifica les dades a Wikidata |
|        | el Bricoller              | Sant Martí Sarroca                  | masia        |                                                      | 41° 21′ 14″ N, 1° 39′ 02″ E / 41.3539094799723°N,1.65052523936523°E                                                                                                |                                            |                                           | Modifica les dades a Wikidata |
|        | el Forn                   | Sant Martí Sarroca                  | masia        |                                                      | 41° 20′ 50″ N, 1° 39′ 12″ E / 41.3471855495393°N,1.65322202932337°E                                                                                                |                                            |                                           | Modifica les dades a Wikidata |
|        | el Lledó                  | Sant Martí Sarroca                  | masia        |                                                      | 41° 22′ 56″ N, 1° 35′ 46″ E / 41.3822795740892°N,1.59607404025165°E                                                                                                |                                            |                                           | Modifica les dades a Wikidata |
|        | el Mas                    | Sant Martí Sarroca                  | masia        |                                                      | 41° 22′ 53″ N, 1° 37′ 13″ E / 41.381373795601°N,1.62022706849391°E                                                                                                 |                                            |                                           | Modifica les dades a Wikidata |
|        | el Mas Vell               | Sant Martí Sarroca                  | masia        |                                                      | 41° 22′ 47″ N, 1° 37′ 16″ E / 41.3796381435594°N,1.62120850745173°E                                                                                                |                                            |                                           | Modifica les dades a Wikidata |
|        | el Molinet                | Sant Martí Sarroca                  | masia        | Estil: arquitectura popular 19th century             | 41° 22′ 04″ N, 1° 37′ 59″ E / 41.367841°N,1.633113°E ca:a 2,3 km de l'accés des de ctra. BV-2121, km 5,1 243 msnm                                                  | bé cultural d'interès local                | El Molinet (Sant Martí Sarroca)           | Modifica les dades a Wikidata |
|        | el Pujol                  | Sant Martí Sarroca                  | masia        | Estil: arquitectura popular                          | 41° 22′ 50″ N, 1° 36′ 08″ E / 41.380556°N,1.602112°E ca:Ctra. BV-2122, km 9,3, a 1.100 m                                                                           | bé cultural d'interès local                | El Pujol (Sant Martí Sarroca)             | Modifica les dades a Wikidata |
|        | els Caus                  | Sant Martí Sarroca                  | masia        |                                                      | 41° 22′ 57″ N, 1° 37′ 15″ E / 41.3824159677704°N,1.62075516516571°E                                                                                                |                                            |                                           | Modifica les dades a Wikidata |
|        | els Esbarzers             | Sant Martí Sarroca                  | masia        |                                                      | 41° 22′ 18″ N, 1° 38′ 28″ E / 41.3716164447241°N,1.64121519757097°E                                                                                                |                                            |                                           | Modifica les dades a Wikidata |
|        | l'Artiga                  | Sant Martí Sarroca                  | masia        | Estil: arquitectura popular                          | 41° 22′ 48″ N, 1° 36′ 25″ E / 41.379983°N,1.606818°E ca:Ctra. BV-2122, km 9,3, a 1.100 m 332 msnm                                                                  | bé cultural d'interès local                | L'Artiga (Sant Martí Sarroca)             | Modifica les dades a Wikidata |
|        | l'Hospital                | Sant Martí Sarroca                  | masia        |                                                      | 41° 22′ 49″ N, 1° 36′ 56″ E / 41.38022003378°N,1.61565922834757°E                                                                                                  |                                            |                                           | Modifica les dades a Wikidata |
|        | l'Hostal                  | Sant Martí Sarroca                  | masia        | Estil: arquitectura popular                          | 41° 22′ 52″ N, 1° 37′ 08″ E / 41.380997°N,1.618846°E ca:Ctra. BV-2122, km 8,5, a 600 m 274 msnm                                                                    | bé integrant del patrimoni cultural català | L'Hostal (Sant Martí Sarroca)             | Modifica les dades a Wikidata |
|        | l'Àngel de la Plaça       | Sant Martí Sarroca                  | masia        |                                                      | 41° 20′ 49″ N, 1° 39′ 12″ E / 41.3469253777068°N,1.65331106148055°E                                                                                                |                                            |                                           | Modifica les dades a Wikidata |
|        | la Casa Gran              | Sant Martí Sarroca                  | masia        |                                                      | 41° 22′ 46″ N, 1° 35′ 34″ E / 41.3793219581294°N,1.59286096000464°E                                                                                                |                                            |                                           | Modifica les dades a Wikidata |
|        | la Casota                 | Sant Martí Sarroca                  | masia        |                                                      | 41° 20′ 52″ N, 1° 38′ 45″ E / 41.3478554532291°N,1.64583320472788°E                                                                                                |                                            |                                           | Modifica les dades a Wikidata |
|        | la Fassina                | Sant Martí Sarroca                  | masia        | Estil: arquitectura modernista                       | 41° 22′ 47″ N, 1° 37′ 04″ E / 41.379714°N,1.617784°E ca:Camí de la Fassina, sota el castell                                                                        | bé cultural d'interès local                | La Fassina (Sant Martí Sarroca)           | Modifica les dades a Wikidata |
|        | la Masia                  | Sant Martí Sarroca                  | masia        |                                                      | 41° 22′ 27″ N, 1° 39′ 11″ E / 41.3741952992173°N,1.65294000430353°E                                                                                                |                                            |                                           | Modifica les dades a Wikidata |
|        | la Massaria               | Sant Martí Sarroca                  | masia        | Estil: arquitectura popular                          | 41° 22′ 23″ N, 1° 37′ 56″ E / 41.373046°N,1.632287°E | bé cultural d'interès local                | La Massaria (Sant Martí Sarroca)          | Modifica les dades a Wikidata |
|        | la Sala                   | Sant Martí Sarroca                  | masia        |                                                      | 41° 20′ 37″ N, 1° 39′ 24″ E / 41.3437040412949°N,1.65667626998385°E                                                                                                |                                            |                                           | Modifica les dades a Wikidata |
|        | les Cabrunes              | Sant Martí Sarroca                  | masia        |                                                      | 41° 24′ 25″ N, 1° 37′ 25″ E / 41.4069325444779°N,1.62365838081176°E                                                                                                |                                            |                                           | Modifica les dades a Wikidata |
|        | les Cantarelles           | Sant Martí Sarroca                  | masia        |                                                      | 41° 22′ 39″ N, 1° 35′ 08″ E / 41.3774033626221°N,1.58551202949365°E                                                                                                |                                            |                                           | Modifica les dades a Wikidata |

## molí d'aigua
| imatge | Nom                            | Ubicat a           | instància de | Detalls                     | coordenades                                                         | Protecció                                  | Commons (més fotos)            | Dades a WD                    |
| ------ | ------------------------------ | ------------------ | ------------ | --------------------------- | ------------------------------------------------------------------- | ------------------------------------------ | ------------------------------ | ----------------------------- |
|        | Can Carbó                      | Sant Martí Sarroca | molí d'aigua | Estil: arquitectura popular | 41° 22′ 51″ N, 1° 36′ 17″ E / 41.380971°N,1.604743°E                | bé cultural d'interès local                | Molí de Can Carbó              | Modifica les dades a Wikidata |
|        | Molí de Baix                   | Sant Martí Sarroca | molí d'aigua |                             | 41° 20′ 46″ N, 1° 39′ 38″ E / 41.3460003408327°N,1.66048978726147°E |                                            |                                | Modifica les dades a Wikidata |
|        | Molí de Cal Caseta             | Sant Martí Sarroca | molí d'aigua | Estil: arquitectura popular |                                                                     | bé integrant del patrimoni cultural català |                                | Modifica les dades a Wikidata |
|        | Molí de Calabuig               | Sant Martí Sarroca | molí d'aigua | Estil: arquitectura popular | 41° 22′ 34″ N, 1° 38′ 22″ E / 41.376038°N,1.639462°E                | bé cultural d'interès local                |                                | Modifica les dades a Wikidata |
|        | Molí de Can Carbó              | Sant Martí Sarroca | molí d'aigua | Estil: arquitectura popular | 41° 22′ 53″ N, 1° 36′ 17″ E / 41.38128°N,1.604596°E                 | bé cultural d'interès local                | Can Carbó (Sant Martí Sarroca) | Modifica les dades a Wikidata |
|        | Molí de Can Ravell de Fontenac | Sant Martí Sarroca | molí d'aigua | Estil: arquitectura popular | 41° 22′ 33″ N, 1° 37′ 46″ E / 41.375784°N,1.629542°E                | bé cultural d'interès local                | Casa Ravell de Fontenac        | Modifica les dades a Wikidata |
|        | Molí de Can Vallès             | Sant Martí Sarroca | molí d'aigua | Estil: arquitectura popular | 41° 22′ 49″ N, 1° 35′ 29″ E / 41.380196°N,1.591251°E                | bé cultural d'interès local                |                                | Modifica les dades a Wikidata |
|        | Molí de Dalt                   | Sant Martí Sarroca | molí d'aigua |                             | 41° 20′ 48″ N, 1° 39′ 33″ E / 41.3466601452054°N,1.65913754711458°E |                                            |                                | Modifica les dades a Wikidata |
|        | Molí de la Baronia             | Sant Martí Sarroca | molí d'aigua | Estil: arquitectura popular | 41° 23′ 34″ N, 1° 37′ 00″ E / 41.392758°N,1.616725°E                | bé cultural d'interès local                | Molí de la Baronia             | Modifica les dades a Wikidata |
|        | Molí de la Bleda               | Sant Martí Sarroca | molí d'aigua | Estil: arquitectura popular |                                                                     | bé cultural d'interès local                | Molí de la Bleda               | Modifica les dades a Wikidata |
|        | Molí del Llopet                | Sant Martí Sarroca | molí d'aigua | Estil: arquitectura popular | 41° 23′ 04″ N, 1° 38′ 05″ E / 41.38458°N,1.634587°E                 | bé cultural d'interès local                |                                | Modifica les dades a Wikidata |
|        | Molí del Queraltó              | Sant Martí Sarroca | molí d'aigua |                             |                                                                     | bé cultural d'interès local                |                                | Modifica les dades a Wikidata |

## muntanya
| imatge | Nom                        | Ubicat a                                 | instància de | Detalls | coordenades                                                         | Protecció | Commons (més fotos) | Dades a WD                    |
| ------ | -------------------------- | ---------------------------------------- | ------------ | ------- | ------------------------------------------------------------------- | --------- | ------------------- | ----------------------------- |
|        | Puig de Can Barceló        | Sant Martí Sarroca                       | muntanya     |         | 41° 21′ 39″ N, 1° 35′ 15″ E / 41.360738°N,1.587616°E 475 msnm       |           |                     | Modifica les dades a Wikidata |
|        | Puig de Can Mata           | Sant Martí Sarroca                       | muntanya     |         | 41° 21′ 27″ N, 1° 37′ 12″ E / 41.3576°N,1.62°E 336.6 msnm           |           |                     | Modifica les dades a Wikidata |
|        | Puig del Coll              | Sant Martí Sarroca                       | muntanya     |         | 41° 22′ 10″ N, 1° 34′ 14″ E / 41.36936111°N,1.57044444°E 437.2 msnm |           |                     | Modifica les dades a Wikidata |
|        | Turó de Cal Bord           | Sant Martí Sarroca                       | muntanya     |         | 41° 21′ 53″ N, 1° 35′ 41″ E / 41.36463889°N,1.59475°E 460.9 msnm    |           |                     | Modifica les dades a Wikidata |
|        | Turó de Can Barceló        | Sant Martí Sarroca                       | muntanya     |         | 41° 21′ 58″ N, 1° 35′ 14″ E / 41.3661°N,1.5871°E 422.6 msnm         |           |                     | Modifica les dades a Wikidata |
|        | Turó de l'Artiga           | Sant Martí Sarroca                       | muntanya     |         | 41° 22′ 33″ N, 1° 36′ 30″ E / 41.3757°N,1.60822°E 431.7 msnm        |           |                     | Modifica les dades a Wikidata |
|        | Turó dels Pins del Samuntà | Sant Martí Sarroca                       | muntanya     |         | 41° 21′ 51″ N, 1° 36′ 41″ E / 41.3643°N,1.61137°E 451.2 msnm        |           |                     | Modifica les dades a Wikidata |
|        | l'Argilaga                 | Sant Martí Sarroca Castellví de la Marca | muntanya     |         | 41° 21′ 46″ N, 1° 35′ 57″ E / 41.3629°N,1.59922°E 464.5 msnm        |           |                     | Modifica les dades a Wikidata |
|        | la Talaia                  | Sant Martí Sarroca                       | muntanya     |         | 41° 22′ 01″ N, 1° 34′ 34″ E / 41.36683333°N,1.57613889°E 481.6 msnm |           |                     | Modifica les dades a Wikidata |

## polígon industrial
| imatge | Nom                              | Ubicat a           | instància de       | Detalls | coordenades                                                         | Protecció | Commons (més fotos) | Dades a WD                    |
| ------ | -------------------------------- | ------------------ | ------------------ | ------- | ------------------------------------------------------------------- | --------- | ------------------- | ----------------------------- |
|        | Polígon industrial Serra de Baix | Sant Martí Sarroca | polígon industrial |         | 41° 22′ 46″ N, 1° 37′ 45″ E / 41.3794722857357°N,1.62918853205909°E |           |                     | Modifica les dades a Wikidata |
|        | Polígon industrial Serra de Dalt | Sant Martí Sarroca | polígon industrial |         | 41° 23′ 04″ N, 1° 37′ 26″ E / 41.384426437951°N,1.62391787665909°E  |           |                     | Modifica les dades a Wikidata |

## pont
| imatge | Nom                             | Ubicat a           | instància de | Detalls                     | coordenades                                                         | Protecció                                  | Commons (més fotos) | Dades a WD                    |
| ------ | ------------------------------- | ------------------ | ------------ | --------------------------- | ------------------------------------------------------------------- | ------------------------------------------ | ------------------- | ----------------------------- |
|        | Pont al torrent de la Socarrada | Sant Martí Sarroca | pont         | Estil: arquitectura popular |                                                                     | bé integrant del patrimoni cultural català |                     | Modifica les dades a Wikidata |
|        | Pont de Cal Pau Vallès          | Sant Martí Sarroca | pont         |                             | 41° 21′ 30″ N, 1° 38′ 22″ E / 41.35830987329°N,1.63945970047639°E   |                                            |                     | Modifica les dades a Wikidata |
|        | Pont de Cal Sisplau             | Sant Martí Sarroca | pont         | Travessa: Foix              | 41° 23′ 36″ N, 1° 36′ 00″ E / 41.3932252251045°N,1.59991732109302°E |                                            |                     | Modifica les dades a Wikidata |
|        | Pont de Can Vallès              | Sant Martí Sarroca | pont         |                             | 41° 22′ 47″ N, 1° 35′ 23″ E / 41.3798042781445°N,1.5895857981232°E  |                                            |                     | Modifica les dades a Wikidata |
|        | Pont de Parés Baltà             | Sant Martí Sarroca | pont         |                             |                                                                     | bé integrant del patrimoni cultural català |                     | Modifica les dades a Wikidata |
|        | Pont de la Rovira               | Sant Martí Sarroca | pont         |                             | 41° 20′ 11″ N, 1° 39′ 17″ E / 41.3363409175502°N,1.65478398083287°E |                                            |                     | Modifica les dades a Wikidata |
|        | Pont del Colet                  | Sant Martí Sarroca | pont         |                             | 41° 21′ 58″ N, 1° 38′ 04″ E / 41.3659982054738°N,1.63456481805029°E |                                            |                     | Modifica les dades a Wikidata |

## Misc
| imatge | Nom                                       | Ubicat a | instància de                                  | Detalls                                                                                  | coordenades                                                                                         | Protecció                                            | Commons (més fotos)                            | Dades a WD                    |
| ------ | ----------------------------------------- | --- | --------------------------------------------- | ---------------------------------------------------------------------------------------- | --------------------------------------------------------------------------------------------------- | ---------------------------------------------------- | ---------------------------------------------- | ----------------------------- |
|        | Capella de la Immaculada                  | Sant Martí Sarroca | capella                                       | Estil: arquitectura popular                                                              | | bé integrant del patrimoni cultural català           | Capella de la Immaculada de Sant Martí Sarroca | Modifica les dades a Wikidata |
|        | Castell de Sant Martí Sarroca             | Sant Martí Sarroca | castell museu                                 | Estil: arquitectura romànica arquitectura gòtica historicisme arquitectònic 10th century | 41° 22′ 50″ N, 1° 36′ 39″ E / 41.3806°N,1.61083°E ca:Ctra. de la Roca a Sant Martí Sarroca 341 msnm | bé d'interès cultural bé cultural d'interès nacional | Castell de Sant Martí Sarroca                  | Modifica les dades a Wikidata |
|        | Cementiri municipal de Sant Martí Sarroca | Sant Martí Sarroca | cementiri                                     | Estil: neoclassicisme                                                                    | 41° 22′ 58″ N, 1° 36′ 59″ E / 41.382886°N,1.616354°E                                                | bé cultural d'interès local                          | Sant Martí Sarroca Cemetery                    | Modifica les dades a Wikidata |
|        | Cova Rodona                               | Sant Martí Sarroca | cova                                          |                                                                                          | 41° 19′ 14″ N, 1° 36′ 47″ E / 41.3204604916383°N,1.61301781434985°E                                 |                                                      |                                                | Modifica les dades a Wikidata |
|        | Santa Magdalena                           | Sant Martí Sarroca | edifici històric capella                      |                                                                                          | 41° 22′ 47″ N, 1° 38′ 07″ E / 41.3797869176452°N,1.63519723284592°E                                 |                                                      |                                                | Modifica les dades a Wikidata |
|        | antigues escoles                          | Sant Martí Sarroca | casa consistorial                             | Estil: noucentisme 20th century                                                          | 41° 23′ 02″ N, 1° 36′ 42″ E / 41.38385°N,1.61172°E ca:Carrer de Ferran Muñoz Gascó, 4 288 msnm      | bé cultural d'interès local                          | Ajuntament de Sant Martí Sarroca               | Modifica les dades a Wikidata |
|        | conjunt monumental de la Roca             | Sant Martí Sarroca | conjunt d'edificis                            |                                                                                          | 41° 22′ 50″ N, 1° 36′ 39″ E / 41.380492°N,1.610854°E                                                |                                                      |                                                | Modifica les dades a Wikidata |
|        | el Montmell-Marmellar                     | el Montmell la Bisbal del Penedès Sant Jaume dels Domenys Castellví de la Marca Torrelles de Foix Sant Martí Sarroca Pontons Aiguamúrcia Vila-rodona | àrea protegida Pla d'Espais d'Interès Natural | 1992 Superfície: 9362.41836ha                                                            | 41° 20′ N, 1° 31′ E / 41.33°N,1.51°E                                                                |                                                      | El Montmell-Marmellar                          | Modifica les dades a Wikidata |
|        | la Torre d'en Vernet                      | Sant Martí Sarroca | nucli de població                             | Estil: arquitectura popular                                                              | 41° 21′ 12″ N, 1° 37′ 29″ E / 41.353353°N,1.624839°E                                                | bé cultural d'interès local                          | La Torre d'en Vernet                           | Modifica les dades a Wikidata |
|        | les Casesnoves de Sant Martí              | Sant Martí Sarroca | suburbi centre històric                       |                                                                                          | |                                                      |                                                | Modifica les dades a Wikidata |
|        | xemeneia de Cal Vallès                    | Sant Martí Sarroca | xemeneia de fàbrica                           | Estil: arquitectura popular                                                              | 41° 22′ 48″ N, 1° 35′ 28″ E / 41.38007°N,1.59115°E                                                  | bé cultural d'interès local                          | Xemeneia de Cal Vallès                         | Modifica les dades a Wikidata |